# Cultura della Turchia
La cultura della Turchia combina un insieme molto eterogeneo di elementi derivati dalle varie culture del Mediterraneo orientale, dell'Asia occidentale e dell'Asia centrale, e in misura minore, orientale e caucasica. Molte di queste tradizioni furono inizialmente riunite dall'Impero ottomano, uno stato multietnico e multireligioso.
Durante i primi anni della  repubblica, il governo investì una grande quantità di risorse in belle arti come dipinti, sculture e architettura. Questo fu fatto sia come processo di modernizzazione che per la creazione di un'identità culturale. A causa dei diversi fattori storici che definiscono l'identità turca, la cultura della Turchia combina i chiari sforzi di modernizzazione e occidentalizzazione, intrapresi in varia misura dal 1800, con un desiderio simultaneo di mantenere valori religiosi e storici tradizionali.

## Popolo

Membri del governo Bayar che indossano una cravatta bianca e un cappello. Il secondo presidente della Turchia, İsmet İnönü, si trova all'estrema destra.

La cultura turca ha subito profondi cambiamenti nel corso dell'ultimo secolo. Oggi, può essere considerata l'unico paese che presenta ogni estremo della cultura orientale e occidentale (insieme a molti compromessi e fusioni tra le due). Il sistema ottomano era uno stato multietnico che permetteva alle persone al suo interno di non mescolarsi tra loro e quindi di mantenere identità etniche e religiose separate all'interno dell'impero (sebbene con una classe dirigente dominante turca e meridionale europea). Dopo la caduta dell'impero, dopo la fine della prima guerra mondiale, la Repubblica turca adottò un approccio unitario, che costrinse tutte le diverse culture all'interno dei suoi confini a mescolarsi l'una con l'altra allo scopo di produrre un'identità nazionale e culturale. Questa mescolanza, invece di produrre omogeneizzazione culturale, portò invece a molte sfumature di grigio quando le tradizionali culture musulmane dell'Anatolia entrarono in collisione con la modernità cosmopolita di Istanbul e del vasto Occidente.
Seguì una serie di radicali riforme di Mustafa Kemal Atatürk, al centro delle quali c'era la convinzione che la società turca, per modernizzarsi, avrebbe dovuto occidentalizzarsi sia politicamente che culturalmente. Vennero progettati cambiamenti politici, legali, religiosi, culturali, sociali ed economici per far sì, che la nuova Repubblica di Turchia divenisse un laico e moderno stato-nazione. Questi cambiamenti vennero implementati sotto la guida di Atatürk. Di conseguenza, la Turchia è oggi una delle nazioni a maggioranza musulmana più occidentalizzate.

## Letteratura

Namık Kemal fu un poeta, romanziere, drammaturgo e giornalista turco di spicco del tardo XIX secolo dell'Impero ottomano.

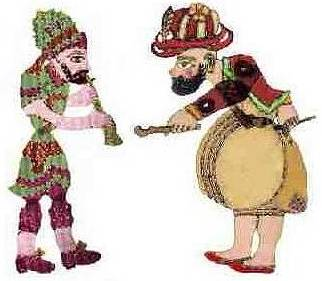
Karagöz e Hacivat sono i protagonisti del tradizionale teatro d'ombre turco, popolare durante il periodo ottomano.

Per letteratura turca si intende la raccolta di testi scritti e orali composti in lingua turca, sia nella  forma ottomana che in forme meno esclusivamente letterarie, come quella parlata oggi nella Repubblica di Turchia. Esempi tradizionali di letteratura popolare turca comprendono storie di Karagöz e Hacivat, Keloğlan, İncili Çavuş e Nasreddin Khoja, nonché opere di poeti popolari come Yunus Emre e Aşık Veysel. "Il libro di Dede Korkut" e l'Epopea di Köroğlu sono stati per diversi secoli gli elementi principali della tradizione epica turca in Anatolia.
I due filoni primari della letteratura ottomana furono poesia e prosa. Dei due, la poesia ottomana Diwan, una forma d'arte altamente ritualizzata e simbolica, fu quella dominante. La stragrande maggioranza della poesia Diwan era di natura lirica: sia ghazal che qaṣīda. C'erano, tuttavia, altri generi comuni, in particolare il mathnawi (noto anche come mesnevî), una specie di letteratura cavalleresca e quindi una varietà di poesia narrativa. La tradizione della prosa ottomana era legata alla realtà poiché la tradizione della finzione era limitata alla poesia narrativa.
Le riforme del 1839-1876, portarono cambiamenti nella lingua della letteratura scritta ottomana e introdussero generi occidentali precedentemente sconosciuti, principalmente il romanzo e il racconto. Molti degli scrittori del periodo tanzimat scrissero simultaneamente in diversi generi: ad esempio, il poeta Namık Kemal scrisse anche l'importante romanzo del 1876 "İntibâh" (Il risveglio), mentre il giornalista İbrahim Şinasi è noto per aver scritto, nel 1860, la prima commedia turca moderna, la commedia in un atto "Şair Evlenmesi" (Il matrimonio del poeta). La maggior parte delle radici della moderna letteratura turca vennero create tra gli anni 1896 e 1923. In generale, vi furono tre movimenti letterari primari durante questo periodo: il movimento "Edebiyyât-ı Cedîde" (Nuova letteratura), il "Fecr-itt" (Alba del futuro) e Millî Edebiyyât (Letteratura nazionale). Il movimento  Edebiyyât-ı Cedîde  ebbe inizio con la fondazione, nel 1891, della rivista "Servet-i Fünûn" ("Ricchezza scientifica"), che era in gran parte dedicata al progresso (sia intellettuale che scientifico) secondo il modello occidentale. Di conseguenza, le imprese letterarie della rivista, sotto la direzione del poeta Tevfik Fikret, erano orientate verso la creazione di una "elevata arte", di stile occidentale, in Turchia.

### Poesia

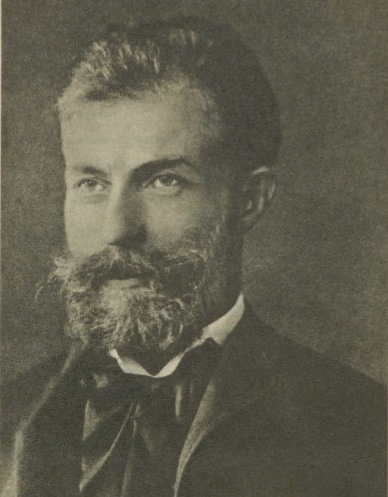
Recaizade Mahmud Ekrem (1847–1914) fu un preminente poeta turco della tarda epoca ottomana.

La poesia è la forma di letteratura dominante nella Turchia moderna.
La poesia popolare, come sopra indicato, fu fortemente influenzata dalle tradizioni islamiche sunnite e sciite. Inoltre, come in parte evidenziato dalla prevalenza della tradizione ancora esistente degli aşık ("aşık" o "ozan"), l'elemento dominante nella poesia popolare turca è sempre stato la canzone. Lo sviluppo della poesia popolare in lingua turca, che iniziò ad emergere nel XIII secolo, con scrittori importanti come Yunus Emre, Sultan Veled e Şeyyâd Hamza, ricevette una grande spinta quando, il 13 maggio 1277, Karamanoğlu Mehmed Bey dichiarò il turco lingua ufficiale del potente stato Karamanide dell'Anatolia. Successivamente, molti dei più grandi poeti della tradizione continuarono ad emergere da questa regione.
Vi sono, in generale, due tradizioni di poesia popolare turca:
- tradizione aşık/ozan , che, sebbene molto influenzata dalla religione, come menzionato sopra, era per lo più una tradizione laica;
- tradizione esplicitamente religiosa, che è emersa dalle assemblee (tekke) degli ordini religiosi sufi e dei gruppi sciiti.

Gran parte della poesia e della canzone della tradizione aşık/ozan, essendo stata quasi esclusivamente orale, fino al XIX secolo, rimane anonima. Ci sono, tuttavia, alcuni ben noti aşık di allora, i cui nomi sono sopravvissuti insieme alle loro opere: il già citato Köroğlu (XVI secolo), Karacaoğlan (1606? -1689?) che potrebbe essere il più noto degli aşık del XIX secolo, Dadaloğlu (1785? -1868?) che fu uno degli ultimi grandi aşık prima che la tradizione iniziasse a ridursi alla fine del XIX secolo, e molti altri. Gli aşık erano essenzialmente menestrelli che viaggiavano attraverso l'Anatolia eseguendo le loro canzoni sul bağlama, uno strumento simile a un mandolino, le cui corde accoppiate sono considerate avere un significato religioso simbolico nella cultura Alevi/Bektashi. Nonostante il declino della tradizione aşık/ozan, essa ha vissuto un significativo risveglio nel XX secolo grazie a figure di spicco come Aşık Veysel Şatıroğlu (1894-1973), Aşık Mahzuni Şerif (1938-2002), Neşet Ertaş (1938-2012), e molti altri.
La poesia ottomana Diwan era una forma d'arte altamente ritualizzata e simbolica. Dalla poesia persiana che l'ha largamente ispirata, ereditò una ricchezza di simboli i cui significati e interrelazioni - sia di similitudine (مراعات نظير mura'ât-i nazîr / تناسب tenâsüb) che di opposizione (تضاد tezâd) - erano più o meno prescritti. Esempi di simboli prevalenti che, in certa misura, si contrappongono tra loro sono, tra gli altri:
l'usignolo (بلبل bülbül) — la rosa (ﮔل gül)
il mondo (جهان cihan; عالم 'âlem) — il giardino delle rose (ﮔﻠﺴﺘﺎن gülistan; ﮔﻠﺸﻦ gülşen)
l'asceta (زاهد zâhid) — il derviscio (درويش derviş)
Nei primi anni della Repubblica di Turchia, c'erano una serie di tendenze poetiche. Autori come Ahmed Hâşim e Yahyâ Kemâl Beyatlı (1884-1958) continuarono a scrivere importanti versi formali il cui linguaggio fu, in larga misura, la continuazione della tradizione tarda  ottomana. Di gran lunga la maggior parte della poesia del tempo, tuttavia, era nella tradizione del movimento "sillabista" di ispirazione popolare (cinque sillabisti o Beş Hececiler), che era emerso dal movimento della letteratura nazionale e che tendeva a esprimere temi patriottici espressi nel metro sillabico associato alla poesia popolare turca.
Il primo passo radicale in avanti, per uscire da questa tendenza, fu fatto da Nazım Hikmet, che - durante il periodo in cui era studente in Unione Sovietica, dal 1921 al 1924, - poté conoscere la poesia modernista di Vladimir Majakovskij e altri, che lo indusse ad iniziare a scrivere versi in uno stile meno formale.

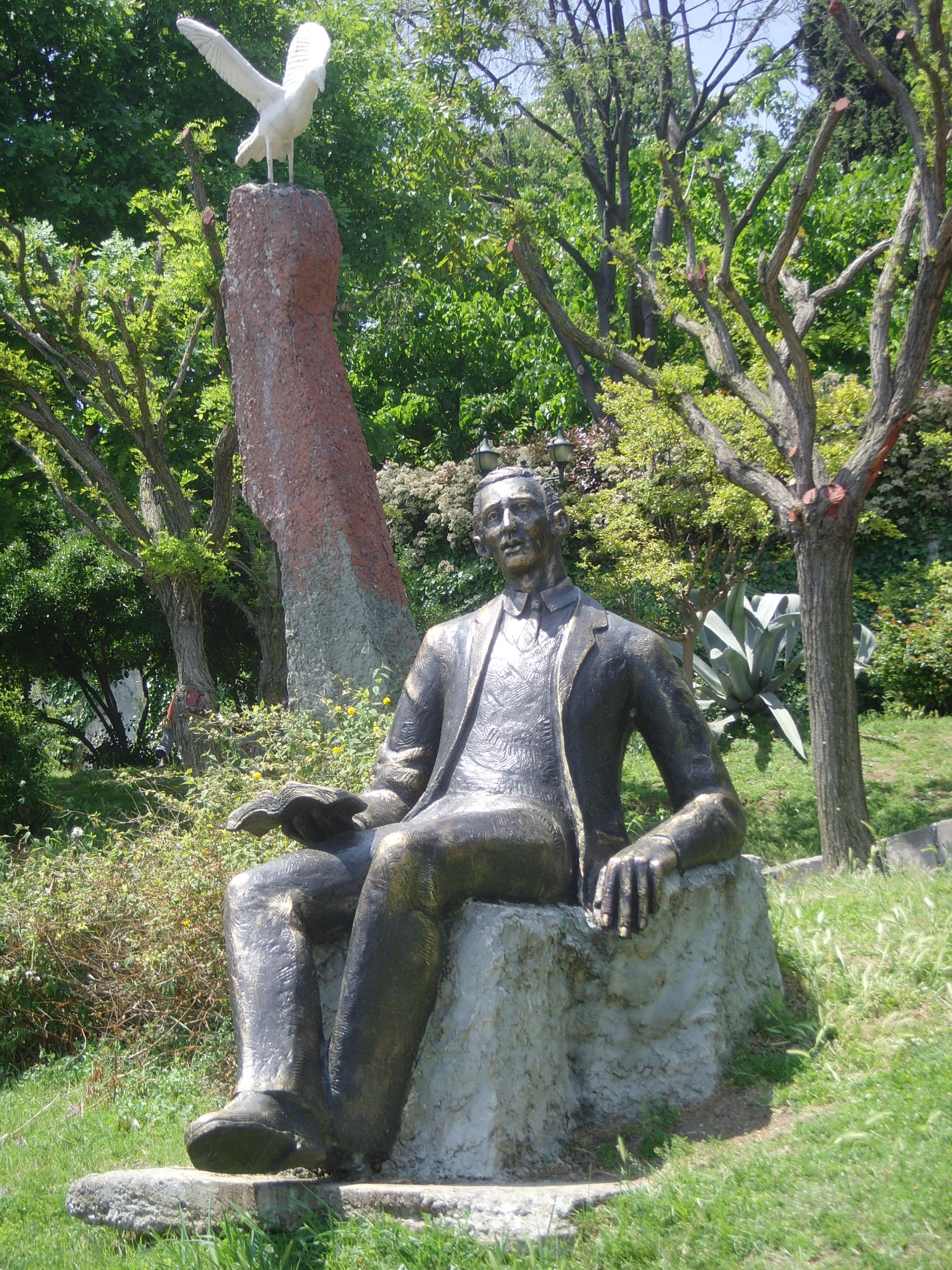
Orhan Veli Kanık fu il fondatore del movimento Garip della poesia turca.

Un'altra rivoluzione nella poesia turca avvenne nel 1941 con la pubblicazione di un piccolo volume di versi preceduto da un saggio e intitolato Garip (che significa sia "miserabile" che "strano"). Gli autori erano Orhan Veli Kanık (1914-1950), Melih Cevdet Anday (1915-2002) e Oktay Rifat (1914-1988). Estraniandosi esplicitamente da tutto ciò che era già successo in poesia, cercarono invece di creare un'arte popolare per "esplorare i gusti della gente, determinarli e farli regnare sovrani sull'arte". A tal fine, e in parte ispirati dai poeti francesi contemporanei come Jacques Prévert, utilizzarono non solo una variante del verso libero introdotto da Nâzım Hikmet, ma anche un linguaggio altamente colloquiale, e scrissero principalmente su soggetti mondani del giorno e sull'uomo della strada. La reazione fu immediata e generalizzata: la maggior parte dell'establishment accademico e dei poeti più antichi li diffamarono, mentre gran parte della popolazione turca li abbracciava con tutto il cuore.

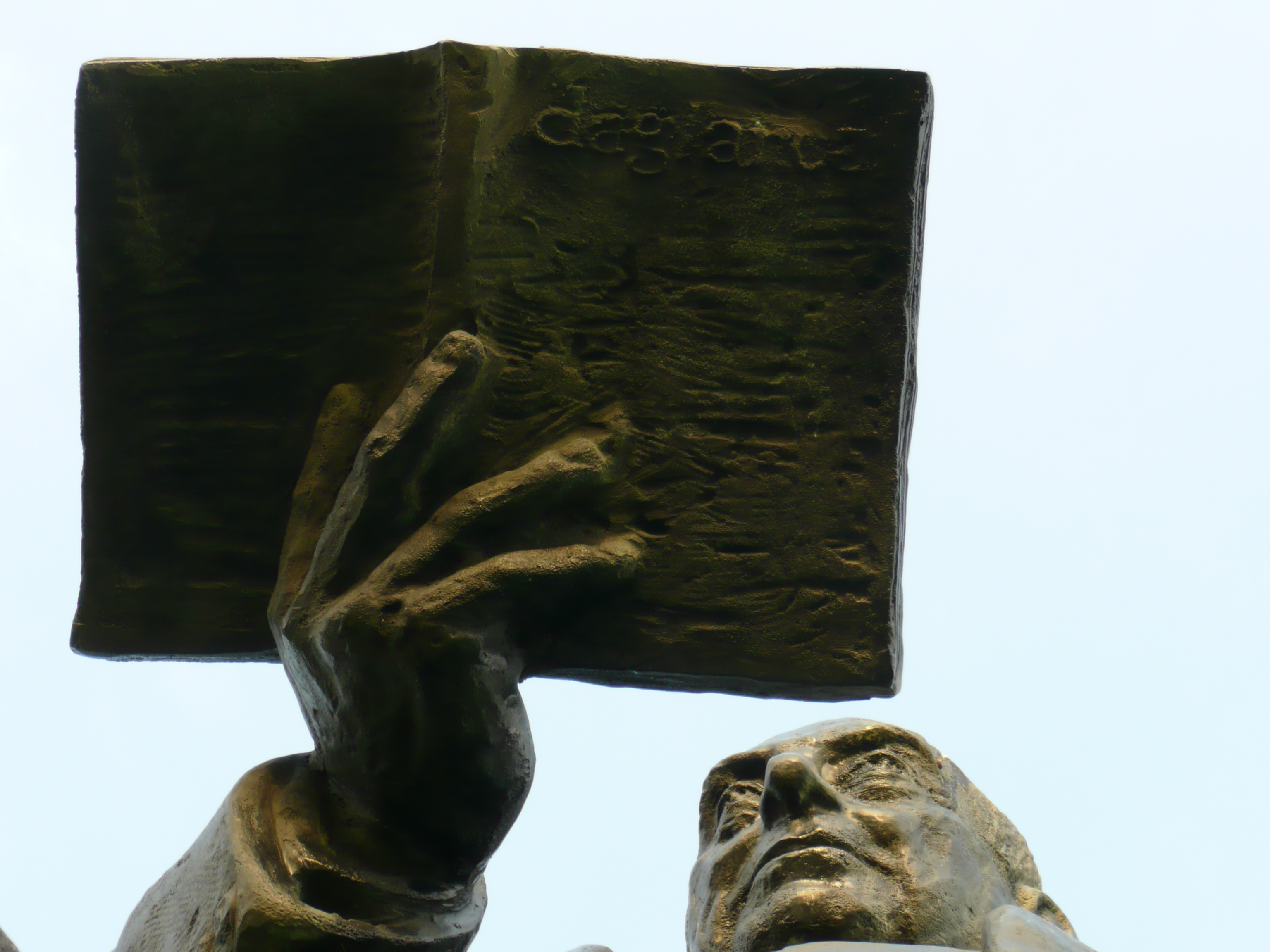
Fazıl Hüsnü Dağlarca fu uno dei più prolifici poeti turchi, dell'epoca della repubblica, con più di sessanta antologie pubblicate. Ottenne il premio Struga Poetry Evenings.

Proprio come il movimento Garip fu una reazione contro la poesia precedente, negli anni 1950 e seguenti, vi fu una reazione contro il movimento Garip. I poeti di questo movimento, presto noto come İkinci Yeni ("Secondo nuovo"), si opposero agli aspetti sociali prevalenti nella poesia di Nāzım Hikmet e dei poeti Garip, e invece - in parte ispirati dalla rottura del linguaggio dei movimenti occidentali come dadaismo e surrealismo - cercarono di creare una poesia più astratta attraverso l'uso di un linguaggio stridente e inatteso, di immagini complesse e con l'associazione di idee. In una certa misura, il movimento può essere considerato come recante alcune delle caratteristiche della letteratura postmoderna. I poeti più noti che scrivevano nel "Secondo nuovo" furono Turgut Uyar (1927-1985), Edip Cansever (1928-1986), Cemal Süreya (1931-1990), Ece Ayhan (1931-2002) e İlhan Berk (1918-2008).
Anche al di fuori dei movimenti Garip e "Secondo nuovo" fiorirono numerosi poeti significativi, come Fazıl Hüsnü Dağlarca (1914-2008), che scrisse poesie trattanti concetti fondamentali come la vita, la morte, Dio, il tempo e il cosmo. Behçet Necatigil (1916-1979) scrisse delle poesie un po' allegoriche che esploravano il significato della vita quotidiana della classe media. Can Yücel (1926-1999), che - oltre alla sua poesia altamente colloquiale e varia - era anche un traduttore in turco di una varietà di letteratura mondiale, e İsmet Özel (1944-), la cui prima poesia era di estrema sinistra ma la cui poesia sin dagli anni 1970 mostrò una forte influenza mistica e persino islamista.

### Prosa
Lo stile degli attuali romanzieri può essere fatto risalire alla rivista "Giovani penne" (Genç Kalemler) nel periodo ottomano. La rivista è stata pubblicata a Selanik diretta da Ömer Seyfettin, Ziya Gökalp e Ali Canip Yöntem. Essi hanno evidenziato i concetti sociali e politici del loro tempo sotto la prospettiva nazionalistica. Erano il nucleo di un movimento che divenne noto come "letteratura nazionale".
Con la proclamazione della Repubblica turca, nel 1923, la letteratura si interessò agli stili popolari. Questa fu anche la prima volta, dal XIX secolo, che la letteratura turca stava sfuggendo dall'influenza occidentale e iniziava a mescolare le forme occidentali con altre più prettamente locali. Durante gli anni 1930, Yakup Kadri Karaosmanoğlu e Vedat Nedim Tor pubblicarono "Kadro", rivoluzionario nella sua visione della vita.

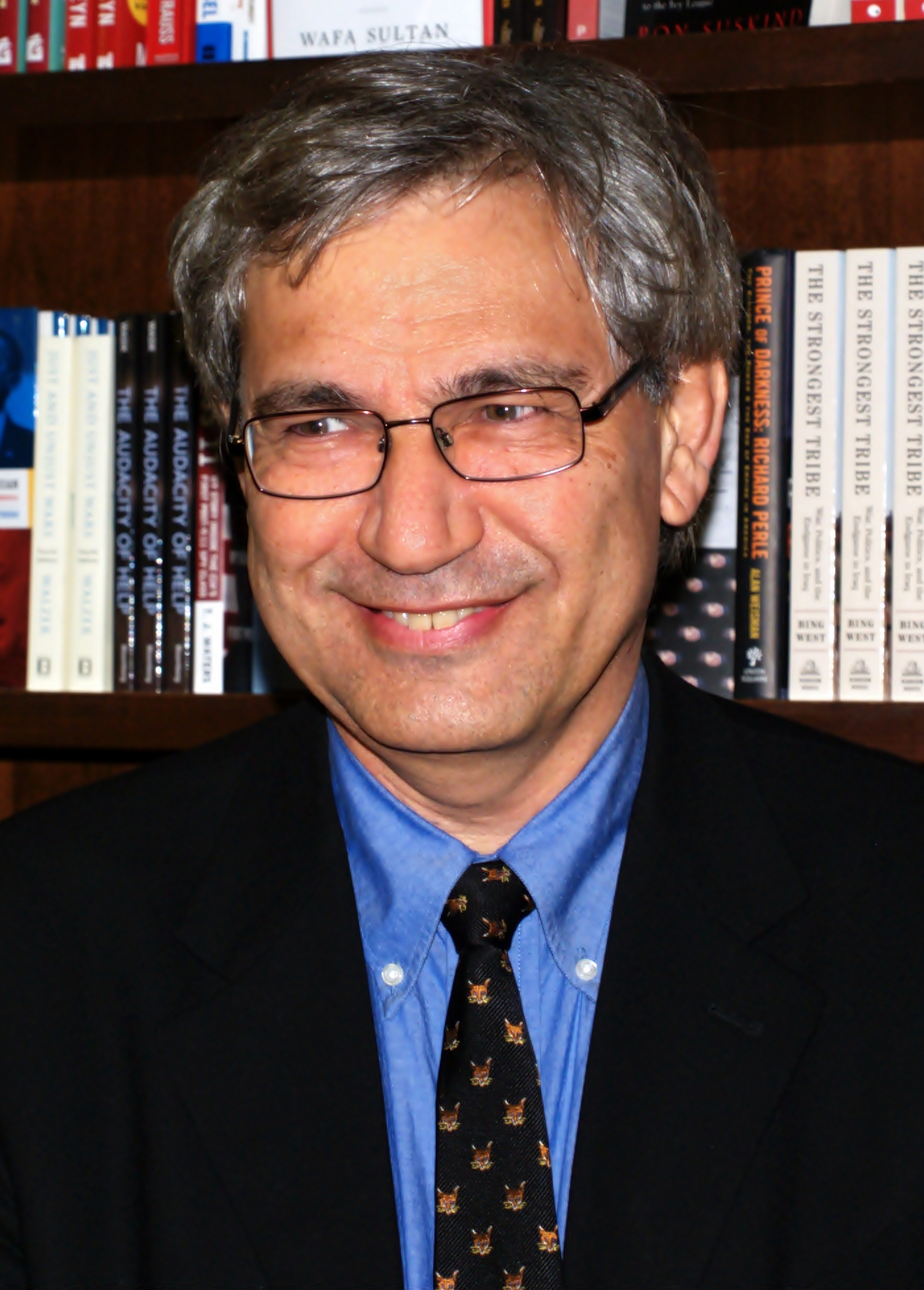
Orhan Pamuk, vincitore, nel 2006, del Premio Nobel per la letteratura.

Stilisticamente, la prima prosa della Repubblica di Turchia era essenzialmente una continuazione del movimento della letteratura nazionale, con il predominio del realismo e del naturalismo. Questa tendenza culminò nel romanzo del 1932 Yaban (I selvaggi) di Yakup Kadri Karaosmanoğlu. Questo romanzo può essere considerato come il precursore di due tendenze che si svilupperanno presto: realismo sociale e  "romanzo del villaggio" (köy romanı). Il movimento socialista era guidato dallo scrittore di racconti  Sait Faik Abasıyanık. I principali scrittori della tradizione del "romanzo del villaggio" furono Kemal Tahir, Orhan Kemal e Yaşar Kemal. In una tradizione molto diversa, ma che mostrava un simile punto di vista politico, era lo scrittore satirico di racconti Aziz Nesin. Altri importanti romanzieri di questo periodo furono Ahmet Hamdi Tanpınar e Oğuz Atay. Orhan Pamuk, vincitore del Premio Nobel per la letteratura nel 2006, è tra i romanzieri innovativi, le cui opere mostrano l'influenza di postmodernismo e realismo magico. Importanti poeti del periodo della Repubblica di Turchia sono stati Ahmet Haşim, Yahya Kemal Beyatlı e Nâzım Hikmet (che introdussero lo stile del verso libero).  Orhan Veli Kanık, Melih Cevdet Anday e Oktay Rifat hanno guidato il movimento Garip mentre Turgut Uyar, Edip Cansever e Cemal Süreya quello İkinci Yeni. Al di fuori dei movimenti "Garip" e "İkinci Yeni", fiorirono anche altri poeti importanti come Fazıl Hüsnü Dağlarca, Behçet Necatigil e Can Yücel.
Orhan Pamuk è uno dei principali scrittori turchi della letteratura  postmoderna. Le sue opere sono state tradotte in più di venti lingue ed hanno ottenuto importanti premi letterari turchi e internazionali, e nel 2006 a Pamuk venne assegnato il Premio Nobel per la letteratura.

## Arte
Sotto il profilo culturale investe notevole importanza anche l'arte in Turchia.

## Architettura

### Architettura antica (1299–1437)

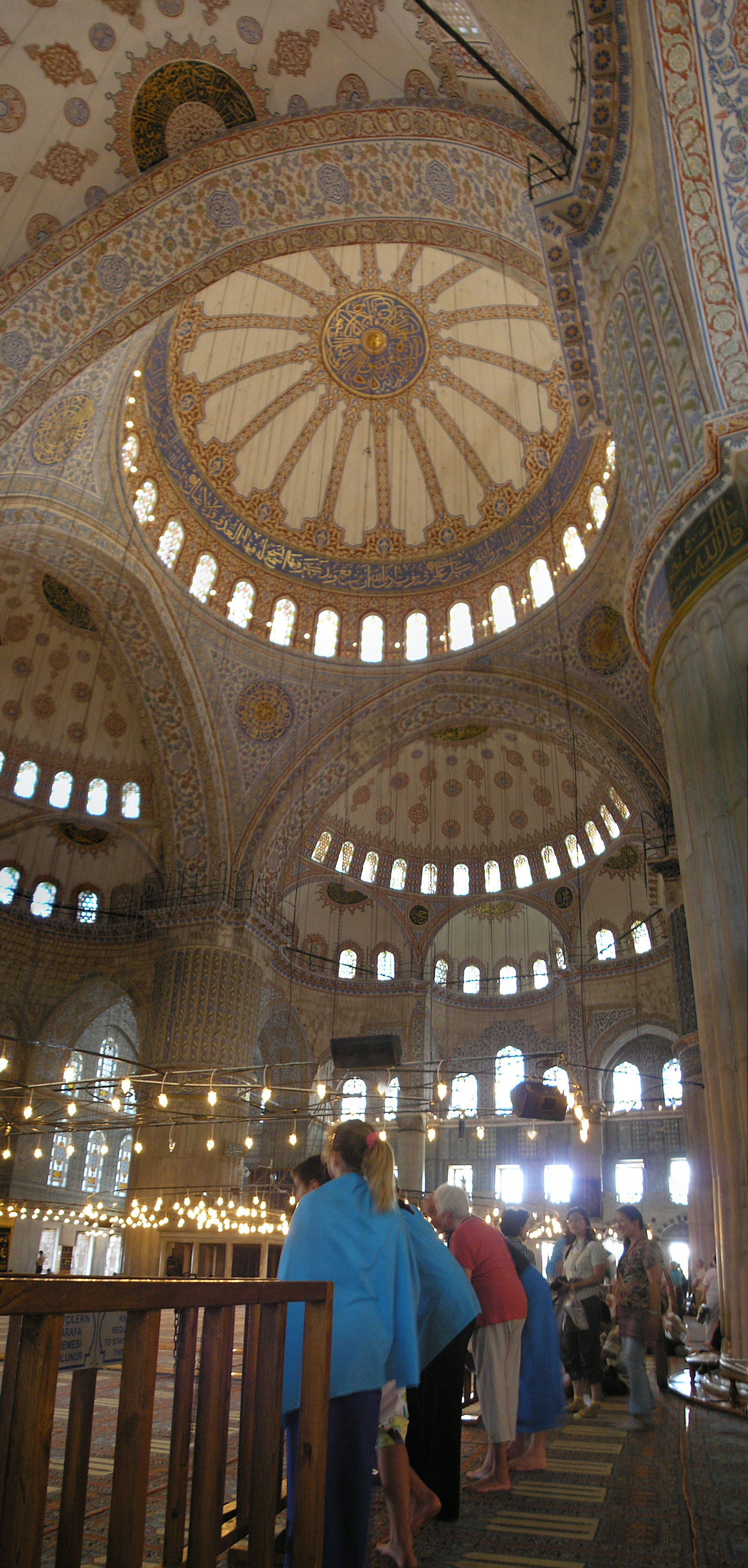
Interni della Moschea Sultanahmet a Istanbul.

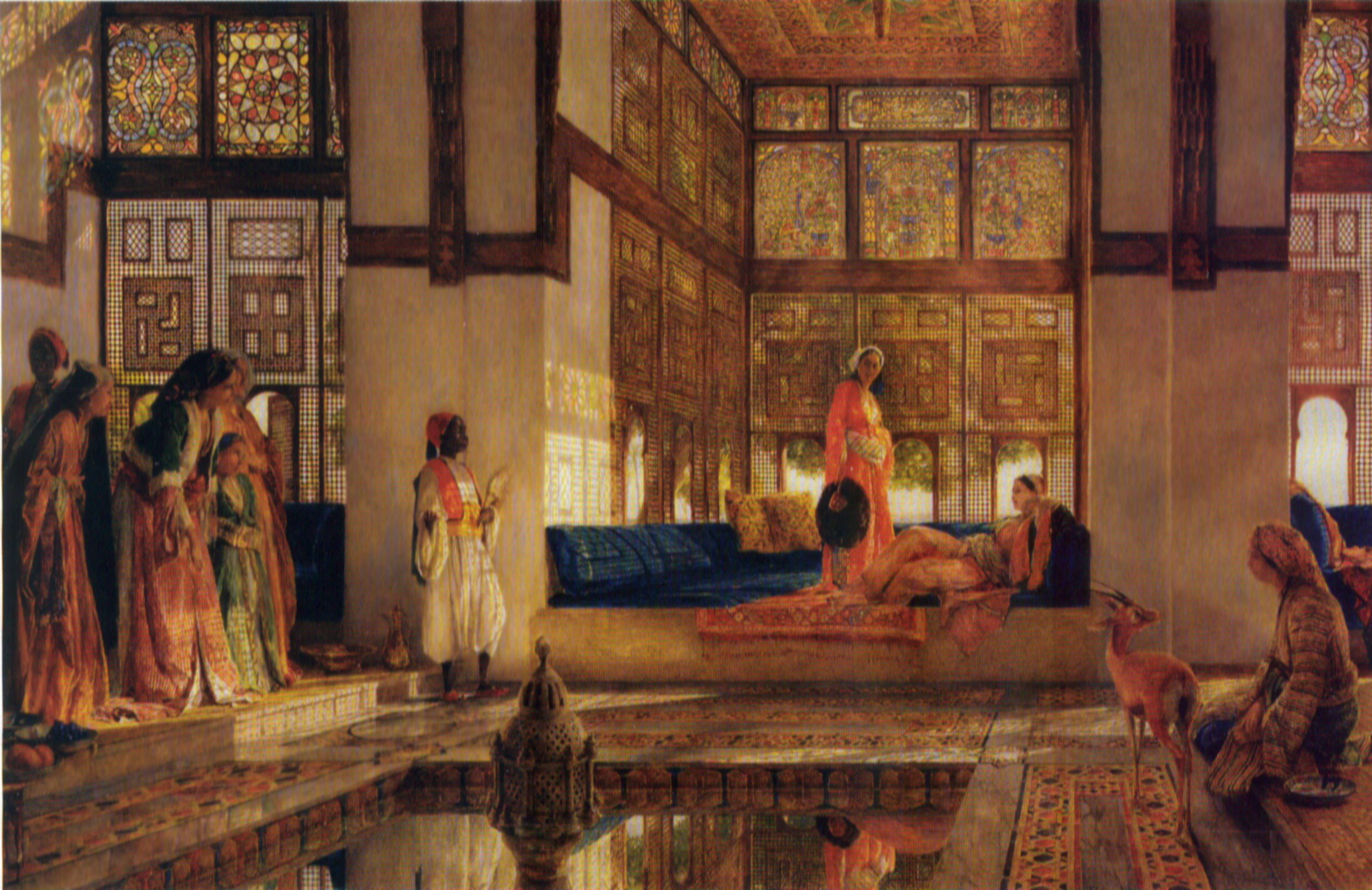
Vista dall'interno di una tradizionale casa turca, di John Frederick Lewis (1805–1875)

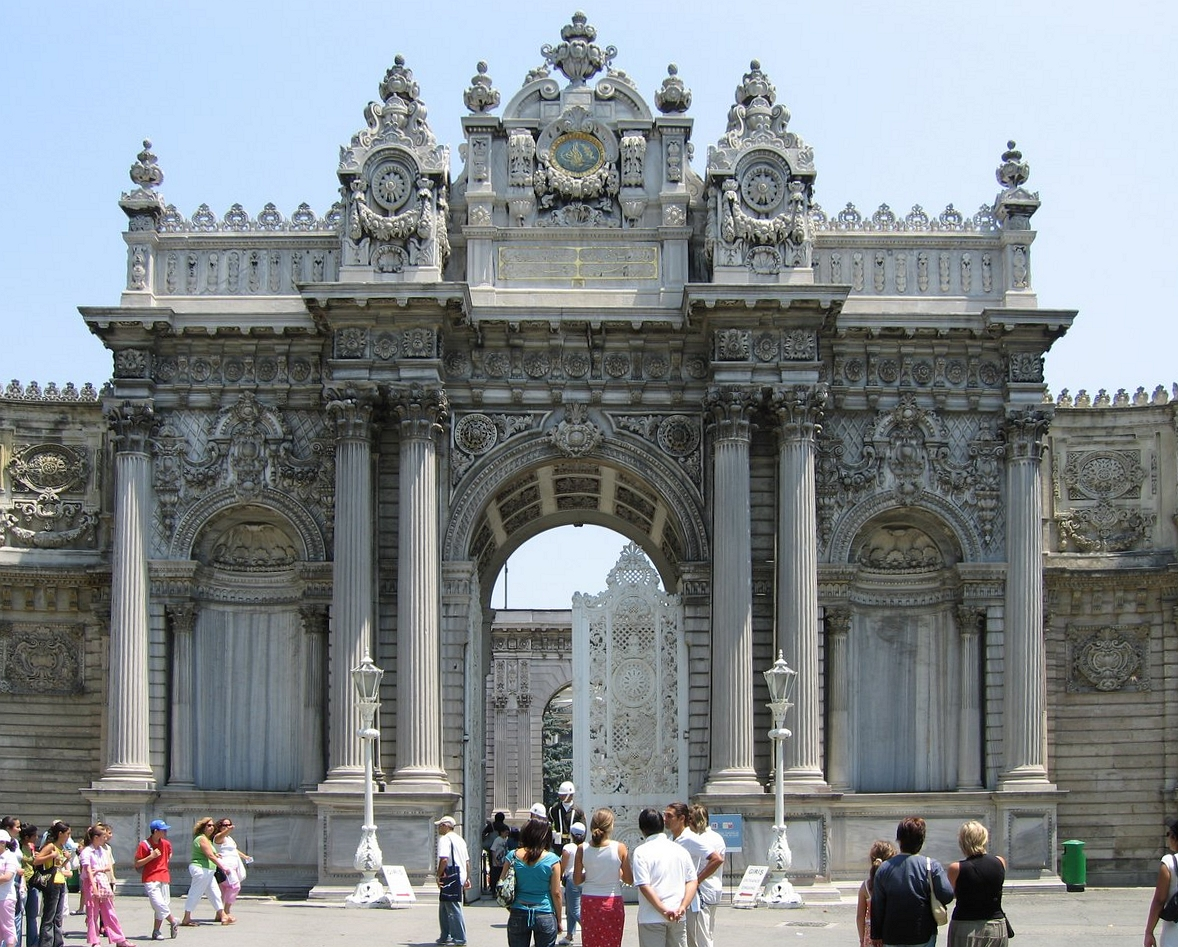
Uno degli ingressi principali del Palazzo Dolmabahçe.

#### Primo periodo ottomano (1299–1326)
Con la fondazione dell'[Impero ottomano], gli anni 1300-1453 costituiscono il primo periodo ottomano nel campo dell'architettura, quando l'arte ottomana era alla ricerca di nuove idee. Questo periodo vide la presenza di tre tipologie di moschee: a più livelli, a cupola singola e angolari. La Moschea Hacı Özbek (1333) di İznik, il primo importante centro dell'arte ottomana, è il primo esempio di una moschea ottomana a cupola singola.

#### Periodo di Bursa (1326–1437)
Lo stile architettonico a cupola si evolvette da Bursa ad Edirne. La Ulu Camii (Moschea Sacra), a Bursa, fu la prima moschea selgiuchide la cui copertura venne trasformata a cupola. Edirne (Adrianopoli) fu la capitale ottomana tra il 1365 e il 1453, quando Istanbul (Costantinopoli) divenne la nuova capitale, ed è qui che assistiamo alle fasi finali dello sviluppo architettonico culminate nella costruzione delle grandi moschee di Istanbul. Anche gli edifici costruiti a Istanbul nel periodo tra la conquista della città da parte della Turchia, nel 1453, e la costruzione della Moschea di Bayezid II, sono considerati opere del primo periodo. Tra questi ci sono la Moschea di Fatih (1470), la Moschea Mahmut Paşa, il palazzo piastrellato e il Palazzo di Topkapı. Gli ottomani integrarono le moschee nella comunità e aggiunsero mense, scuole teologiche, ospedali, bagni turchi e tombe.

### Periodo classico (1437–1703)

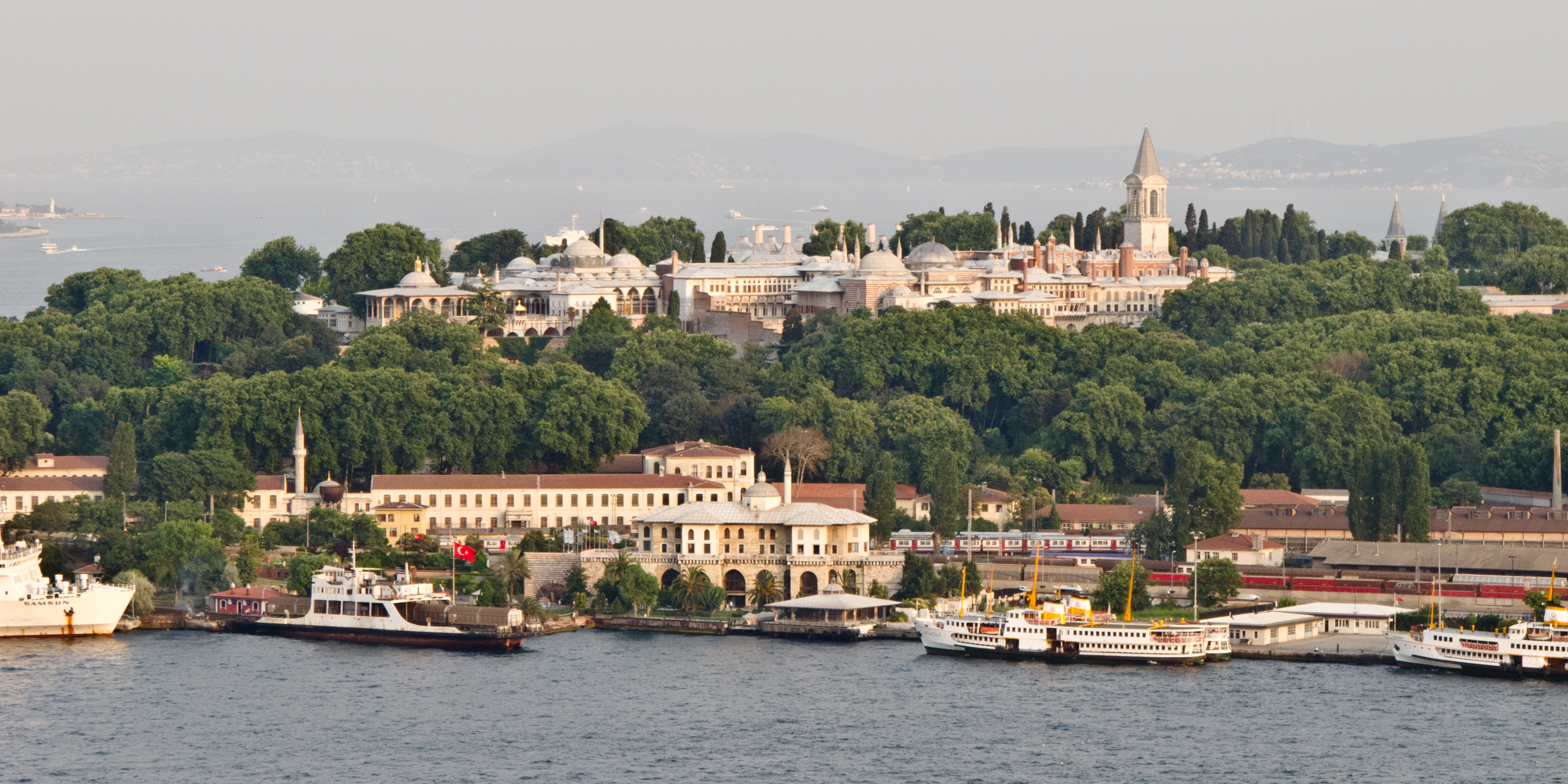
Palazzo di Topkapı, Istanbul.

Durante il periodo classico, le linee progettuali della moschee vennero modificate per inserire i cortili interni ed esterni. Il cortile interno e la moschea erano inseparabili. Il maestro architetto del periodo classico, Mimar Sinān, nacque nel 1492 a Kayseri e morì a Istanbul nell'anno 1588. Sinān iniziò una nuova era nell'architettura, creando 334 edifici in diverse città. La prima importante sua opera fu la Moschea di Sehzade, completata nel 1548. La sua seconda opera significativa la Moschea di Solimano e il complesso circostante, costruito per ordine di Solimano il Magnifico. La Moschea Selimiye di Edirne fu costruita negli anni 1568-74, quando Sinān era al massimo della sua capacità espressiva. Fra le sue opere più importanti si annoverano la Moschea di Rüstem Pascià, la Moschea di Mihrimah, la Moschea di Ibrahim Pasha e la Moschea di Sehzade. Altre sue opere sono diverse türbe (mausolei) di Solimano il Magnifico, di Roxelana e Selim II, tra le più famose sue costruzioni. La maggior parte dei progetti di epoca classica usarono, come base, l'architettura bizantina dei vicini Balcani, e da lì vennero aggiunti elementi etnici, creando uno stile architettonico diverso.
Esempi di architettura ottomana del periodo classico, oltre che in Turchia, si trovano anche nei Balcani, in Ungheria, Egitto, Tunisia e Algeria, dove vennero costruite moschee, ponti, fontane e scuole.

### Periodo di occidentalizzazione (1703–1876)

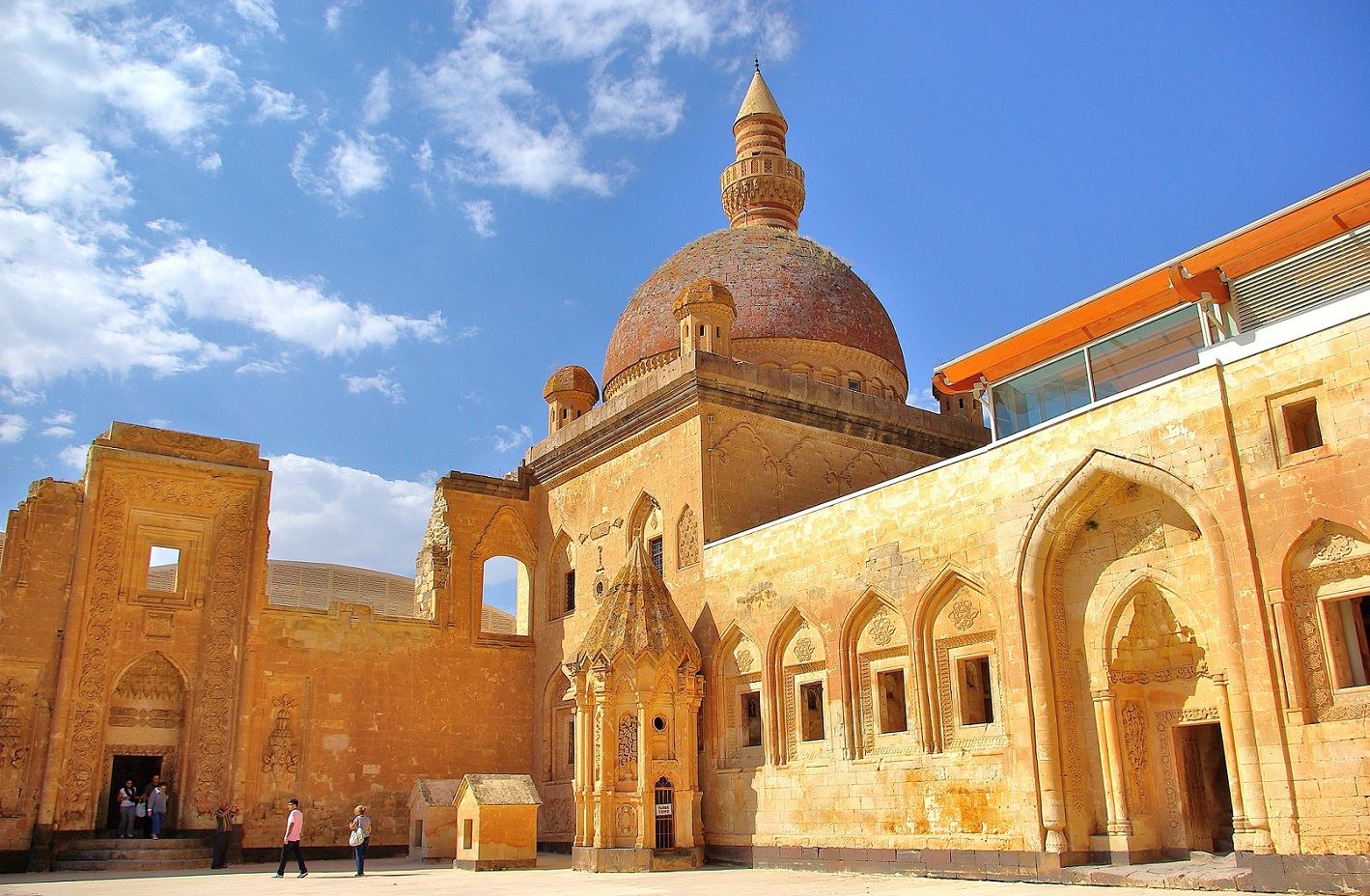
Il Palazzo di Ishak Pasha, nell'est della Turchia.

Durante il regno di Ahmed III (1703–1730) e sotto l'impulso del suo gran visir  İbrahim Paşa, seguì un periodo di pace. A causa degli stretti rapporti tra l'Impero ottomano e la Francia, l'architettura ottomana iniziò ad essere influenzata dagli stili Barocco e Rococò molto in voga in Europa. Uno stile, che era molto simile al Barocco, venne sviluppato dai selgiuchidi, secondo un certo numero di accademici. Esempi di questa forma d'arte possono essere trovati nell'ospedale Divriği e nell'annessa moschea, che è un patrimonio mondiale dell'umanità, così come nel Çifte Minare di Sivas, nella madrasa Ince Minaret di Konya, in musei e molti altri edifici del periodo selgiuchide in Anatolia. È spesso chiamato "portale barocco selgiuchide". Da qui emerse nuovamente in Italia, e successivamente crebbe in popolarità tra i turchi durante l'era ottomana. Vari visitatori e delegati vennero inviati nelle città europee, in particolare a Parigi, per sperimentare i costumi e la vita europei contemporanei. Gli elementi decorativi del barocco europeo e del rococò influenzarono anche l'architettura religiosa ottomana. D'altra parte,  Mellin, un architetto francese, fu invitato, ad Istanbul, da una sorella del Sultano Selim III e raffigurò le coste del Bosforo e le dimore sul lungomare chiamate yalı. Durante un periodo di trenta anni noto come il periodo dei tulipani, tutti gli occhi furono rivolti verso l'Occidente, e invece di opere monumentali e classiche, vennero costruite ville e padiglioni attorno ad Istanbul. Tuttavia, fu in quel periodo che stava procedendo la costruzione del Palazzo di Ishak Pasha (1685-1784) nell'Anatolia orientale.

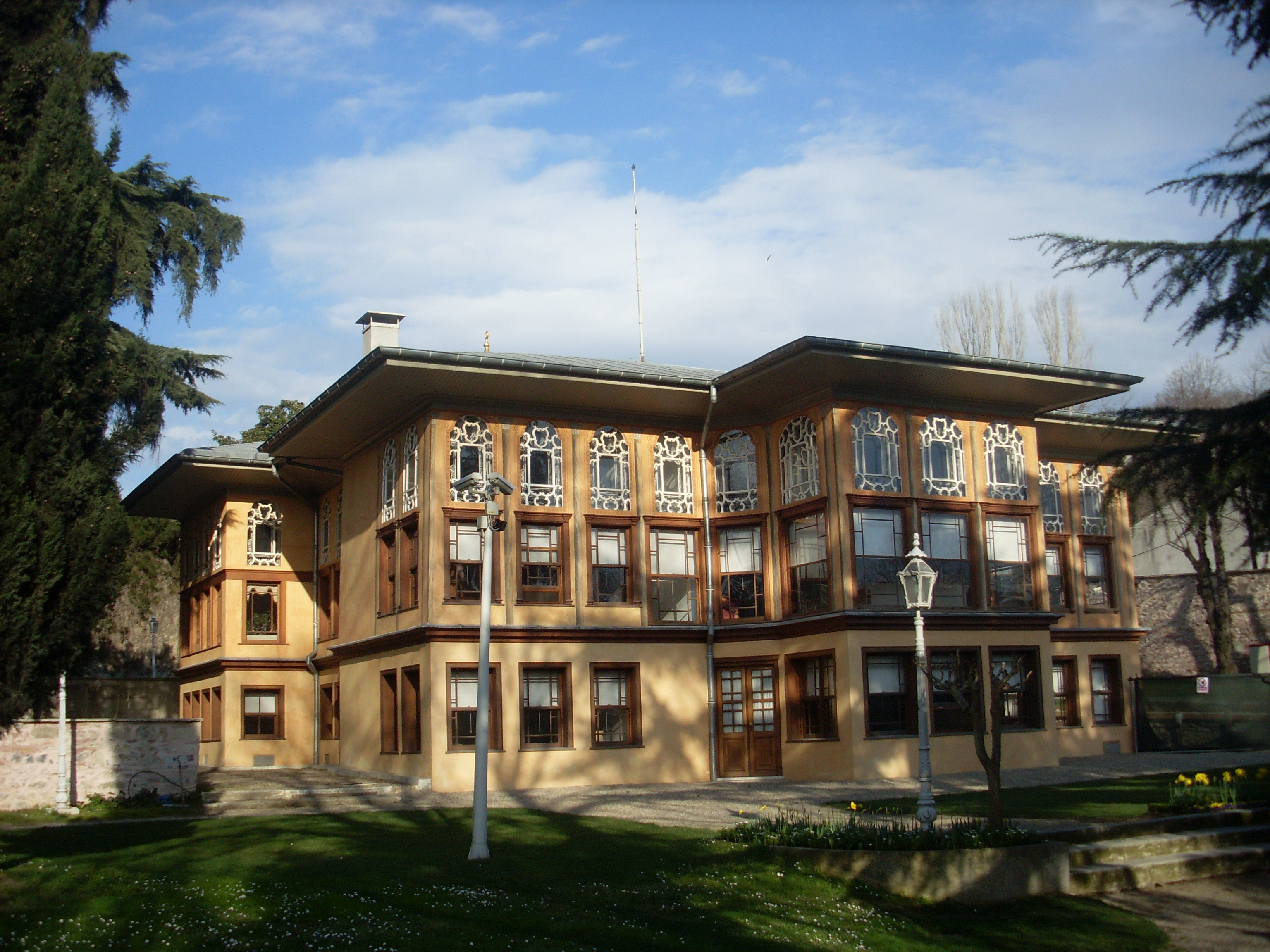
Palazzo Aynalikavak

#### Periodo dei tulipani (1703–1757)
A partire da questo periodo, la classe superiore e le élite dell'Impero ottomano iniziarono a utilizzare frequentemente le aree pubbliche e aperte. Il modo tradizionale e introverso della società cominciò a cambiare. Vennero realizzate fontane e residenze sul mare come l'Aynalıkavak Kasrı. Vennero realizzati anche canale d'acqua (Cetvel-i Sim) e un'area picnic a Kağıthane. Sebbene il periodo dei tulipani terminò con la rivolta Patrona Halil, divenne un modello per gli atteggiamenti di occidentalizzazione. Durante gli anni dal 1720 al 1890, l'architettura ottomana deviò dai principi del classicismo. Con la deposizione di Ahmed III, salì al trono Mahmud I (1730-1754). Fu durante questo periodo che stava iniziando la costruzione delle moschee in stile barocco.

#### Periodo barocco (1757–1808)
Linee circolari, ondulate e curve sono predominanti nelle strutture di questo periodo. Esempi principali sono le Moschea Nuruosmaniye, Zeynep Sultan, Laleli, la tomba di Fatih, l'albergo Laleli Çukurçeşme, il palazzo Çakırağa a Birgi, il Palazzo Aynalikavak e la Caserma di Selimiye. Mimar Tahir (noto anche come Mehmed Tahir Ağa) fu il più importante architetto di questo periodo.

#### Periodo impero (1808–1876)
Importanti esempi di questo periodo sono la Moschea Nusretiye, la Moschea di Ortaköy, la tomba di Sultan Mahmud, il padiglione di Galata dei dervisci Mevlevi, il palazzo di Dolmabahçe, il Palazzo di Beylerbeyi, la Yalı di Sadullah Pascià e la scuola militare Kuleli, sviluppati in parallelo con il processo di occidentalizzazione. Gli architetti della famiglia Balyan furono tra i più importanti dell'epoca. Questo periodo fu caratterizzato da edifici di stili misti, neoclassici, barocchi, rococò e imperiali, come il palazzo Dolmabahce, la moschea Dolmabahce e la moschea Ortaköy.

### Tardo periodo ottomano (1876–1922)
La Moschea di Pertevniyal Valide Sultan, il gruppo di edifici Şeyh Zafir, la scuola di medicina Haydarpaşa, l'edificio Duyun-u Umumiye, la camera di commercio di Istanbul, grandi uffici postali come Merkez Postane (Posta centrale) nel distretto di Sirkeci, e gli appartamenti Harikzedegan di Laleli sono importanti strutture di questo periodo in stile eclettico. Raimondo Tommaso D'Aronco, Alexandre Vallaury, Mimar Kemaleddin e Vedat Tek  furono gli architetti più importanti di questo periodo.

### Repubblica

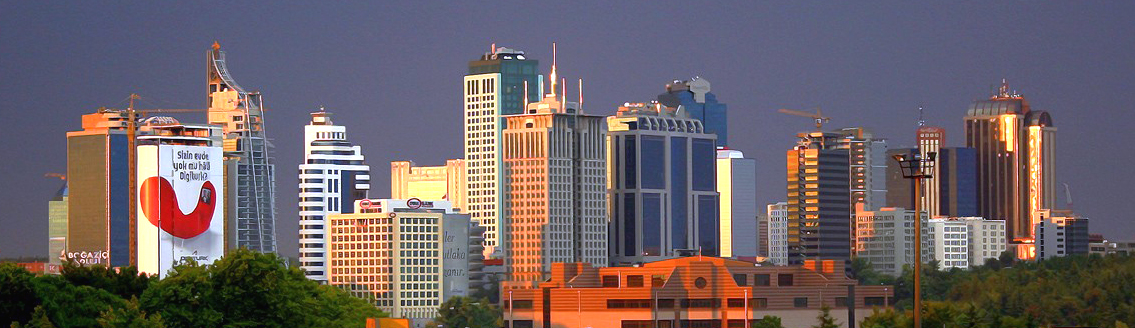
Vista del distretto Maslak di Istanbul.
Lo skyline di Istanbul è cambiato molto dai primi anni 2000.

Nei primi anni della Repubblica Turca, fondata nel 1923, l'architettura turca fu influenzata da dall'architettura ottomana, in particolare durante il Primo Movimento Nazionale di Architettura. Tuttavia, a partire dagli anni 1930, gli stili architettonici iniziarono a differire dall'architettura tradizionale, anche come risultato di un numero crescente di architetti stranieri invitati a lavorare nel paese, principalmente da Germania e Austria. Durante la seconda guerra mondiale si verificò un periodo di isolamento, dal quale emerse il Secondo Movimento Nazionale di Architettura. Simile all'architettura fascista, il movimento mirava a creare un'architettura moderna ma nazionalista.
A partire dagli anni 1950, l'isolamento dal resto del mondo iniziò a diminuire, portando gli architetti turchi ad essere sempre più ispirati dalle loro controparti occidentali. Tuttavia, vennero condizionati dalla mancanza di infrastrutture tecnologiche e da risorse finanziarie insufficienti fino agli anni 1980. Successivamente, la liberalizzazione dell'economia e la crescita guidata dalle esportazioni fecero sì che il settore privato apportasse la principale influenza sull'architettura.

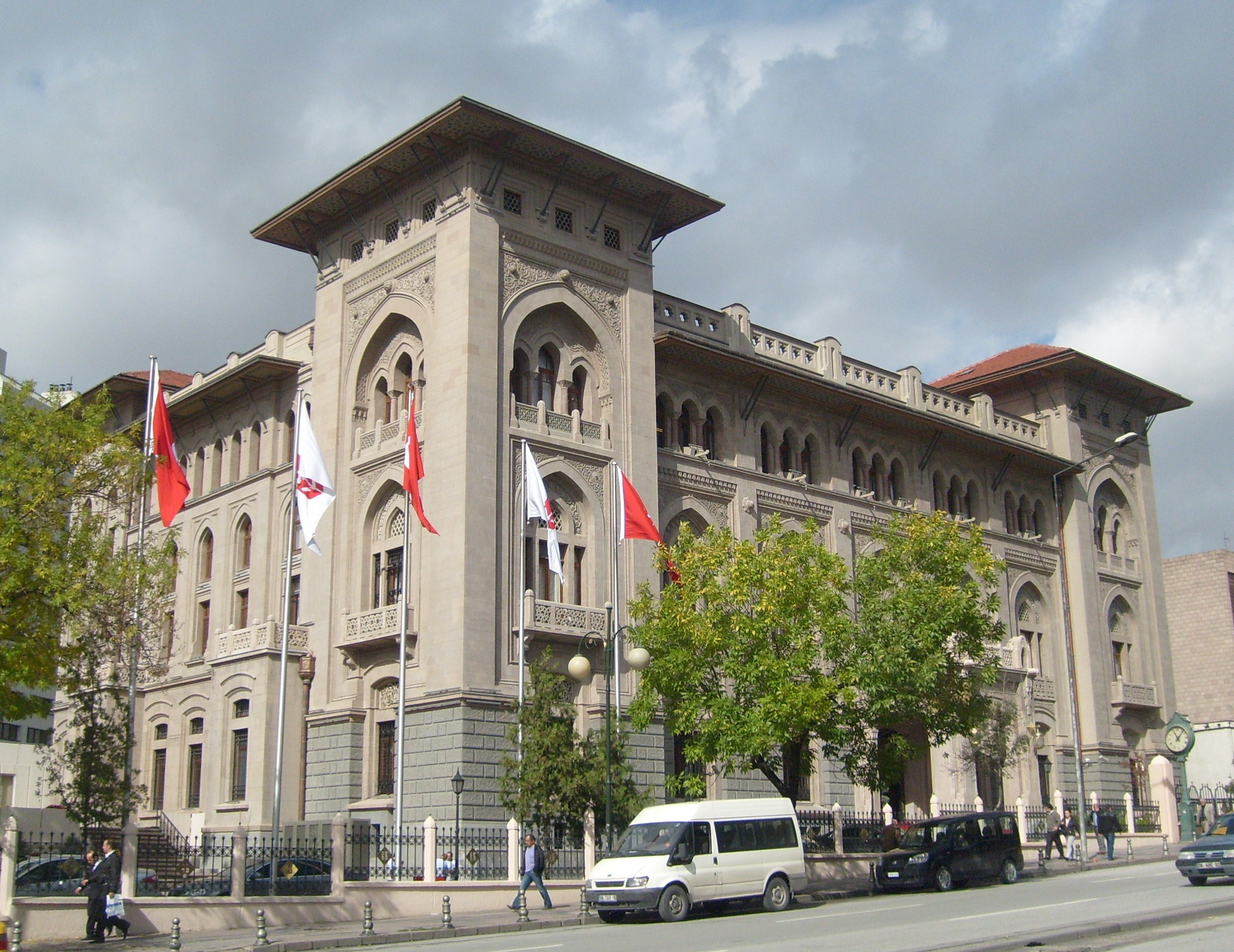
La prima direzione della Banca Ziraat (1925–29) ad Ankara, progettata da Giulio Mongeri, è un importante simbolo del primo movimento architettonico nazionale.
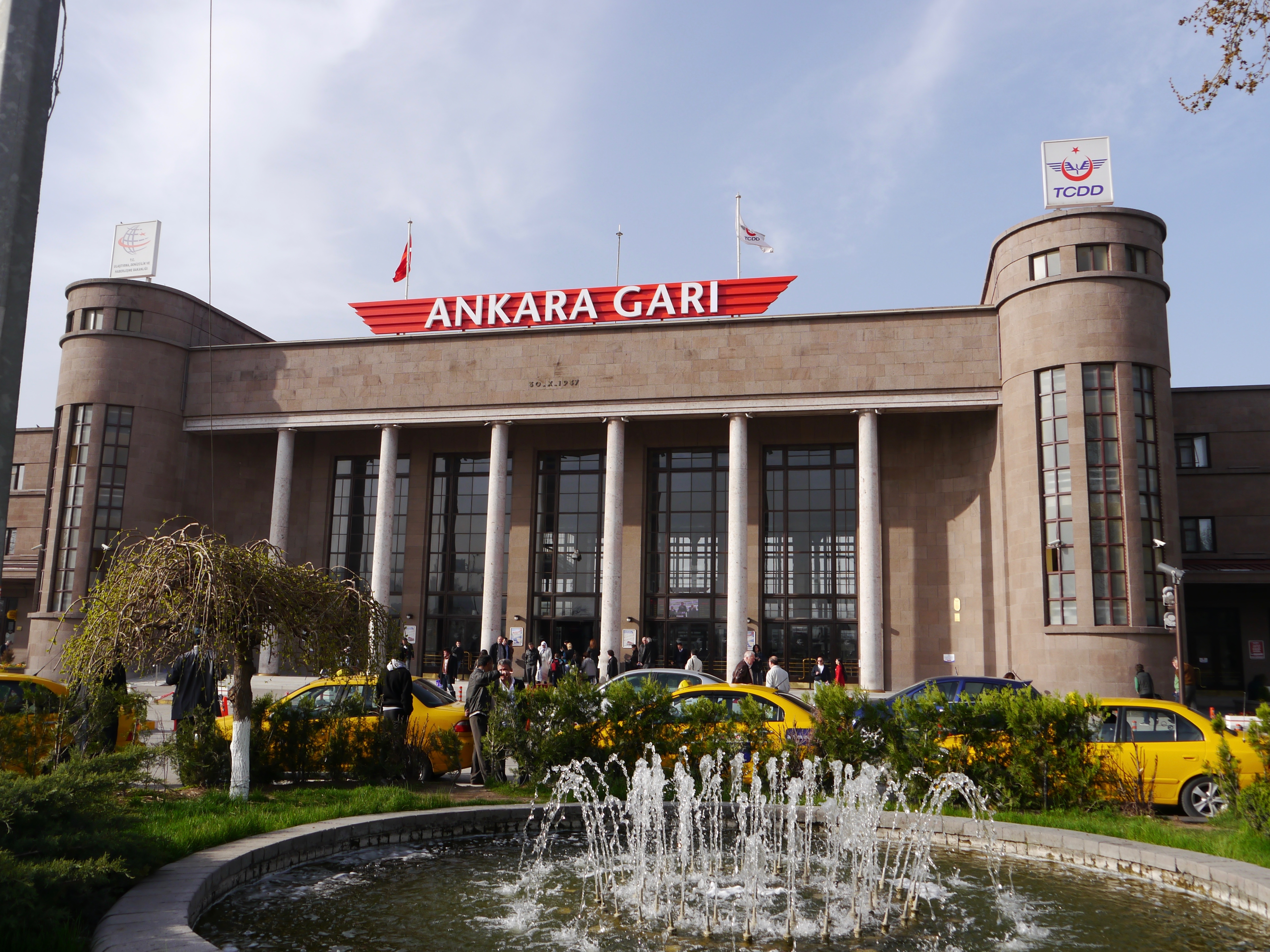
Il progetto della stazione centrale di Ankara, di Şekip Akalın (1937), è un notevole esempio di art déco del suo tempo.
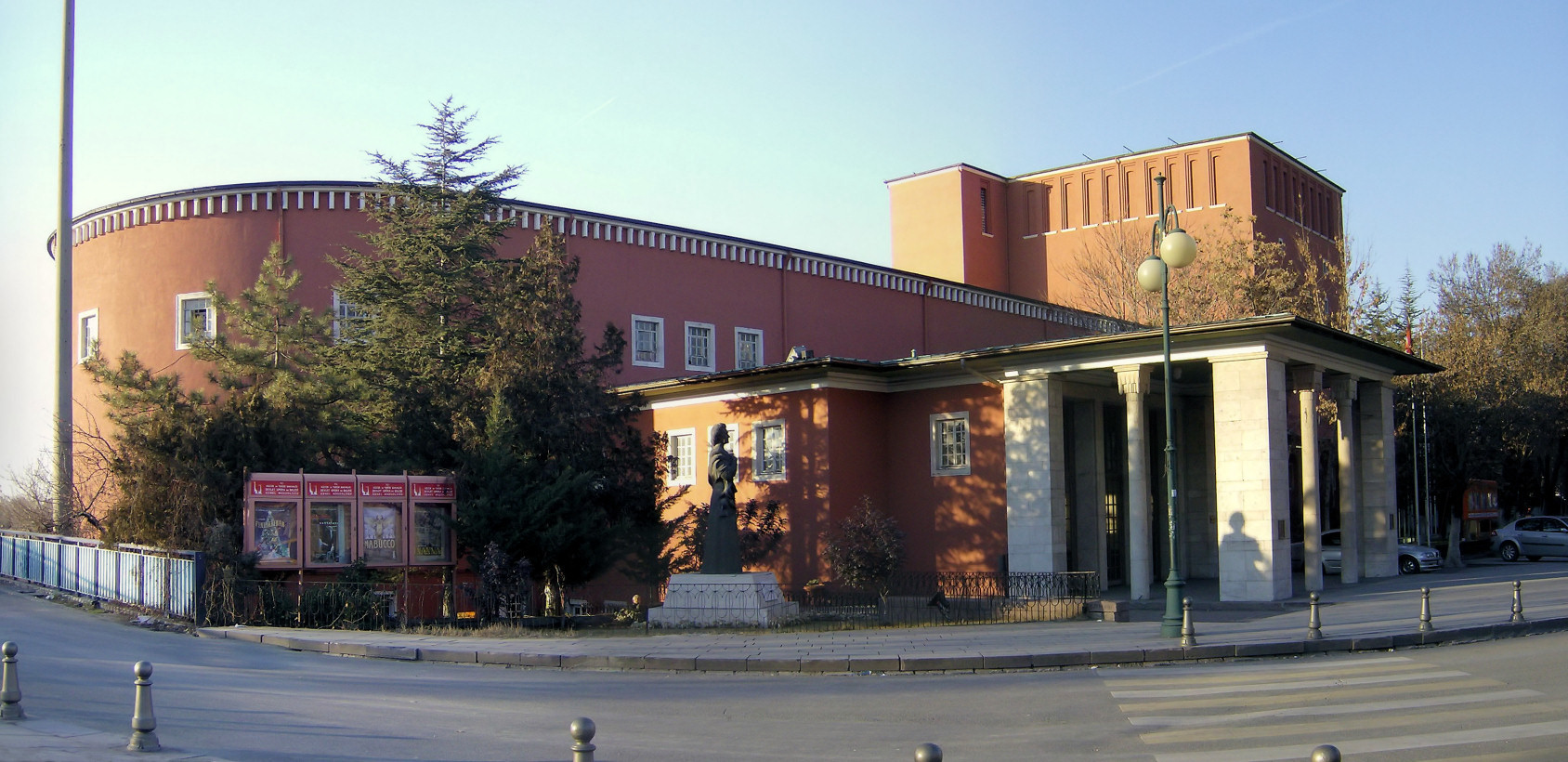
Teatro dell'opera di Ankara, progettato da Şevki Balmumcu (1933–34) e restaurato da Paul Bonatz (1946–47).
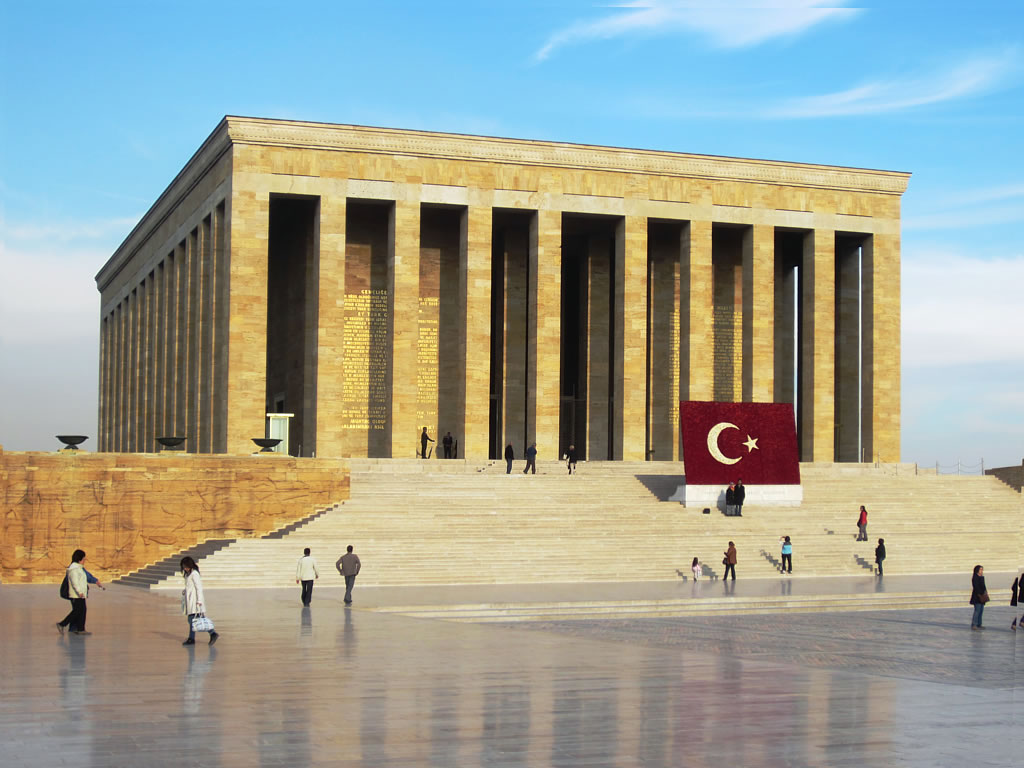
Anıtkabir progettato da Emin Halid Onat e Ahmet Orhan Arda (1944–53)
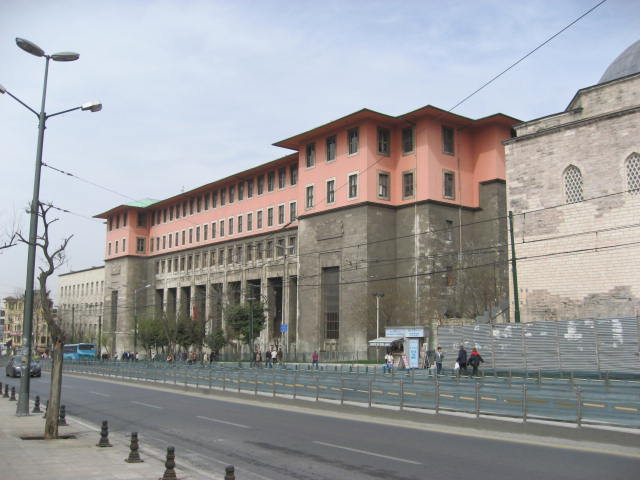
Università di Istanbul, facoltà di scienze e letteratura (1944–52), progetto di Sedad Hakkı Eldem ed Emin Onat
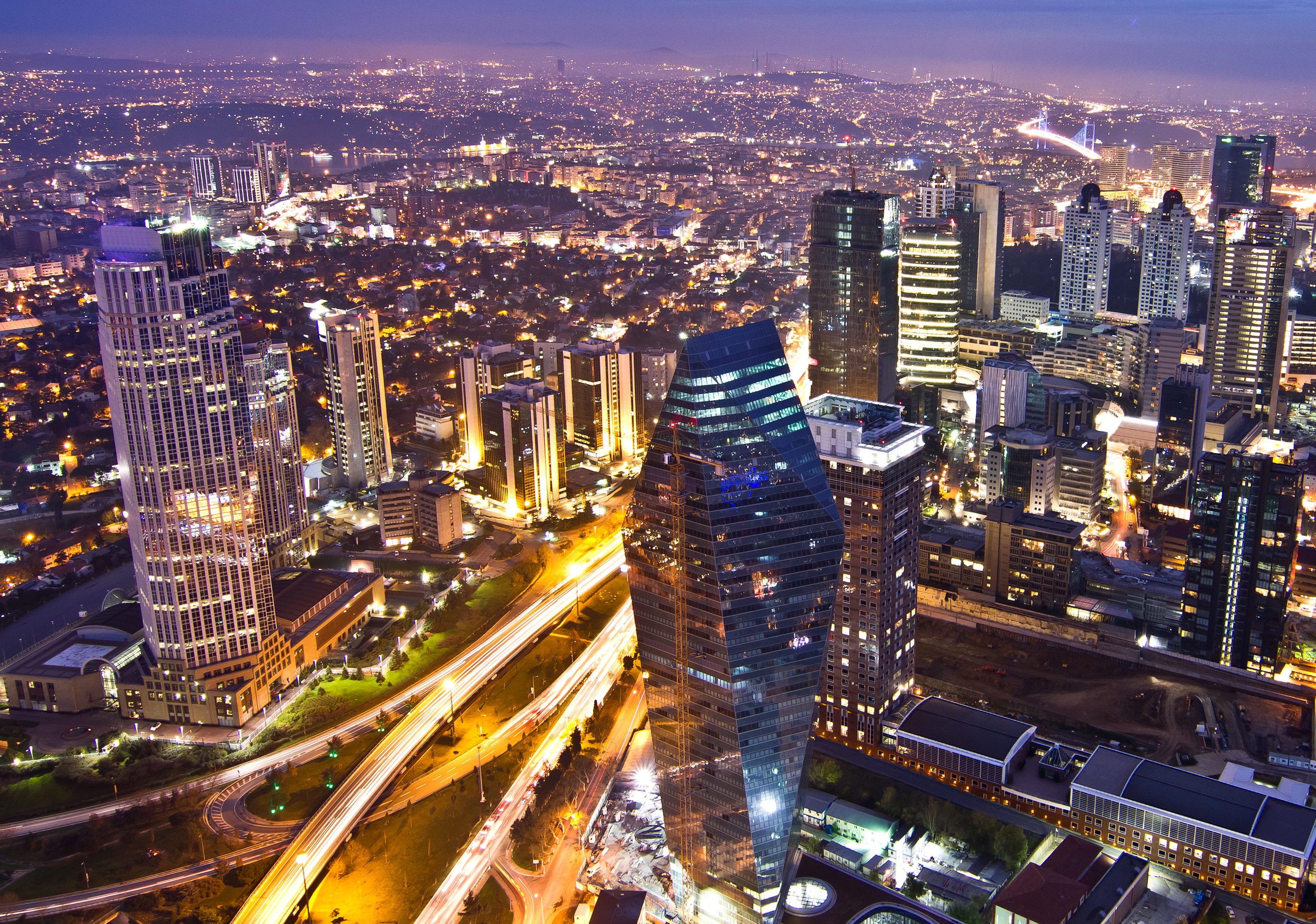
Grattacieli nel distretto di Levent ad Istanbul
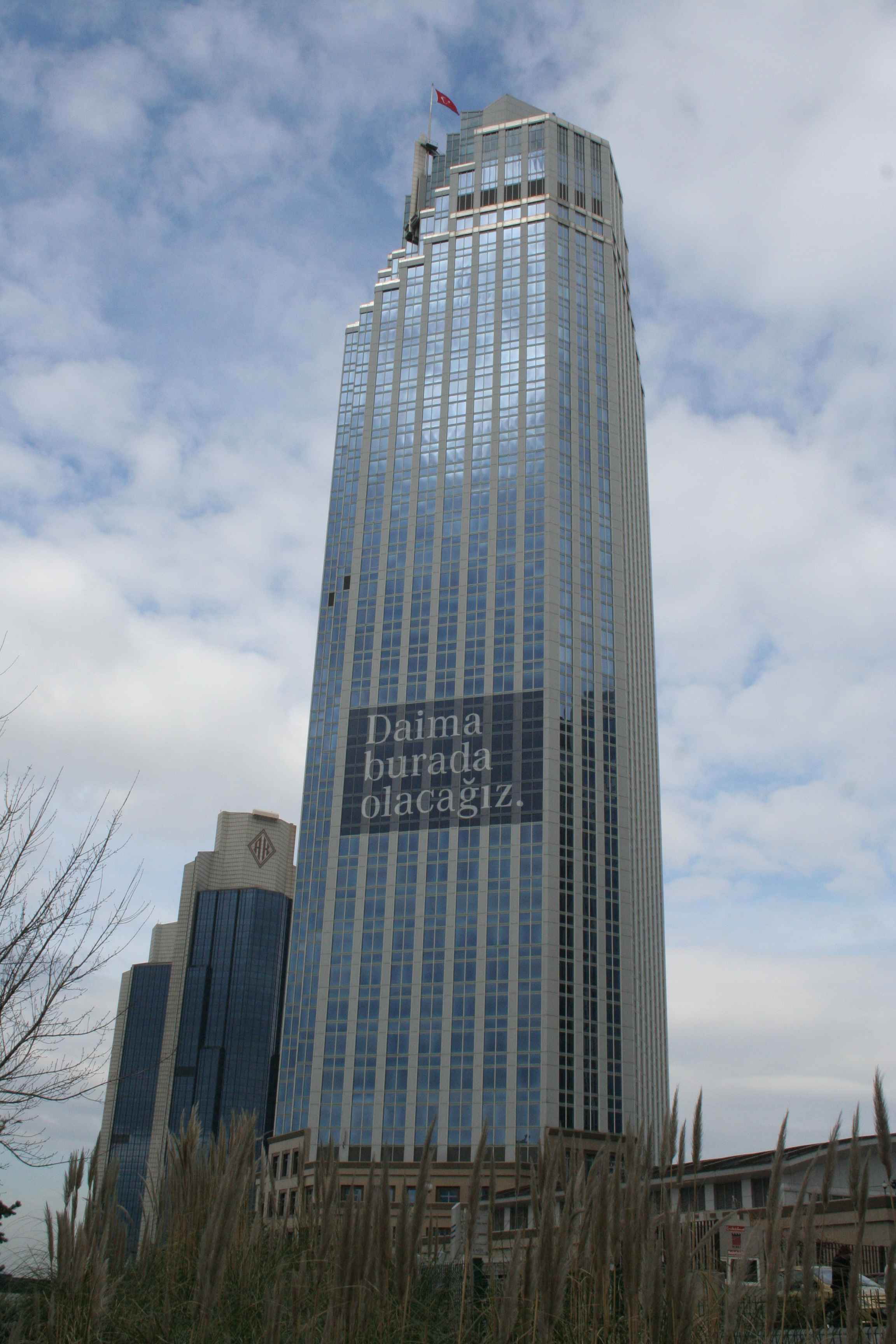
Torre Isbank 1 (1995–2000) nel distretto Levent di Istanbul
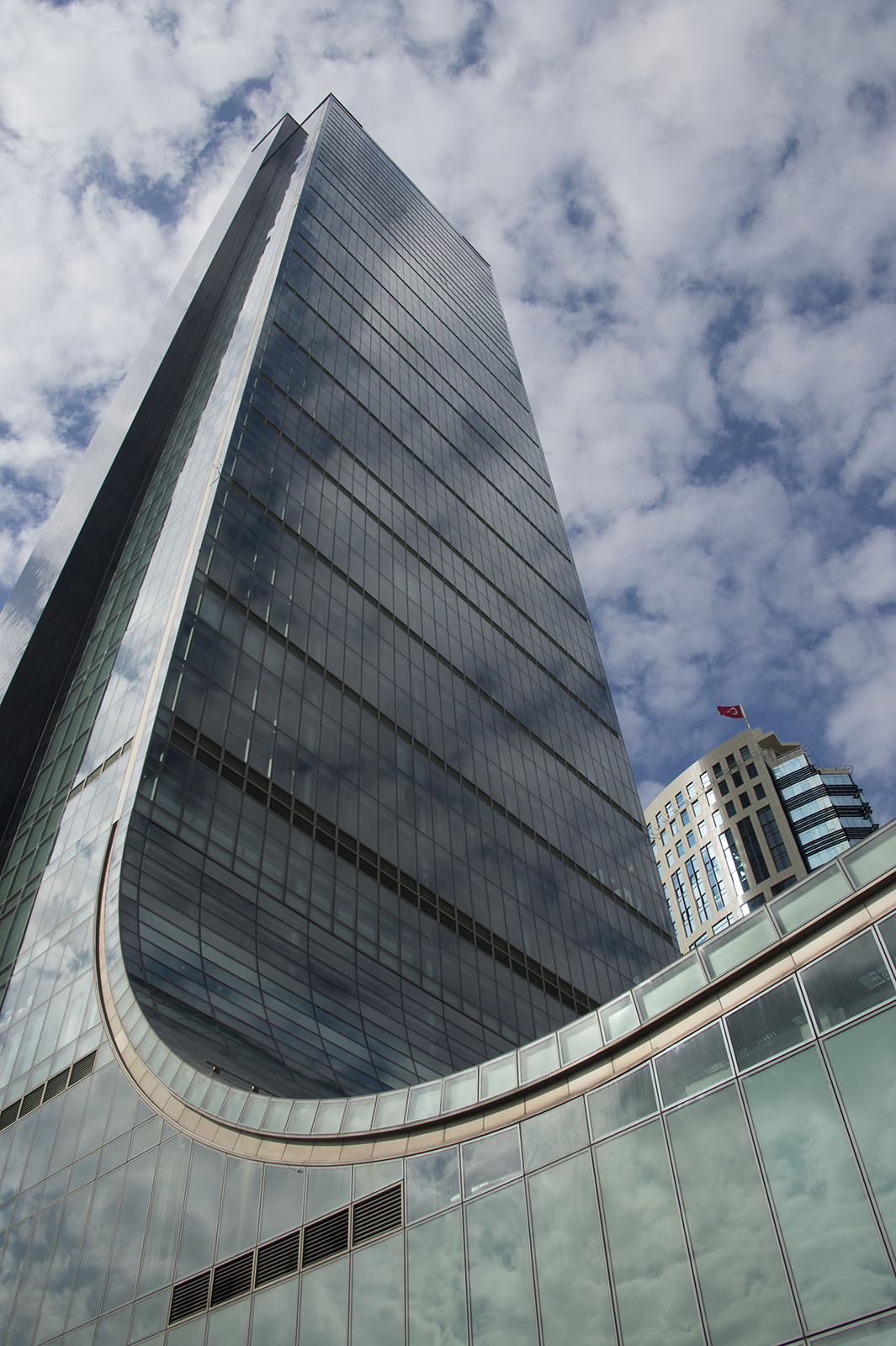
Istanbul Sapphire (2006–11) è il più alto edificio della Turchia ed il IV in Europa.
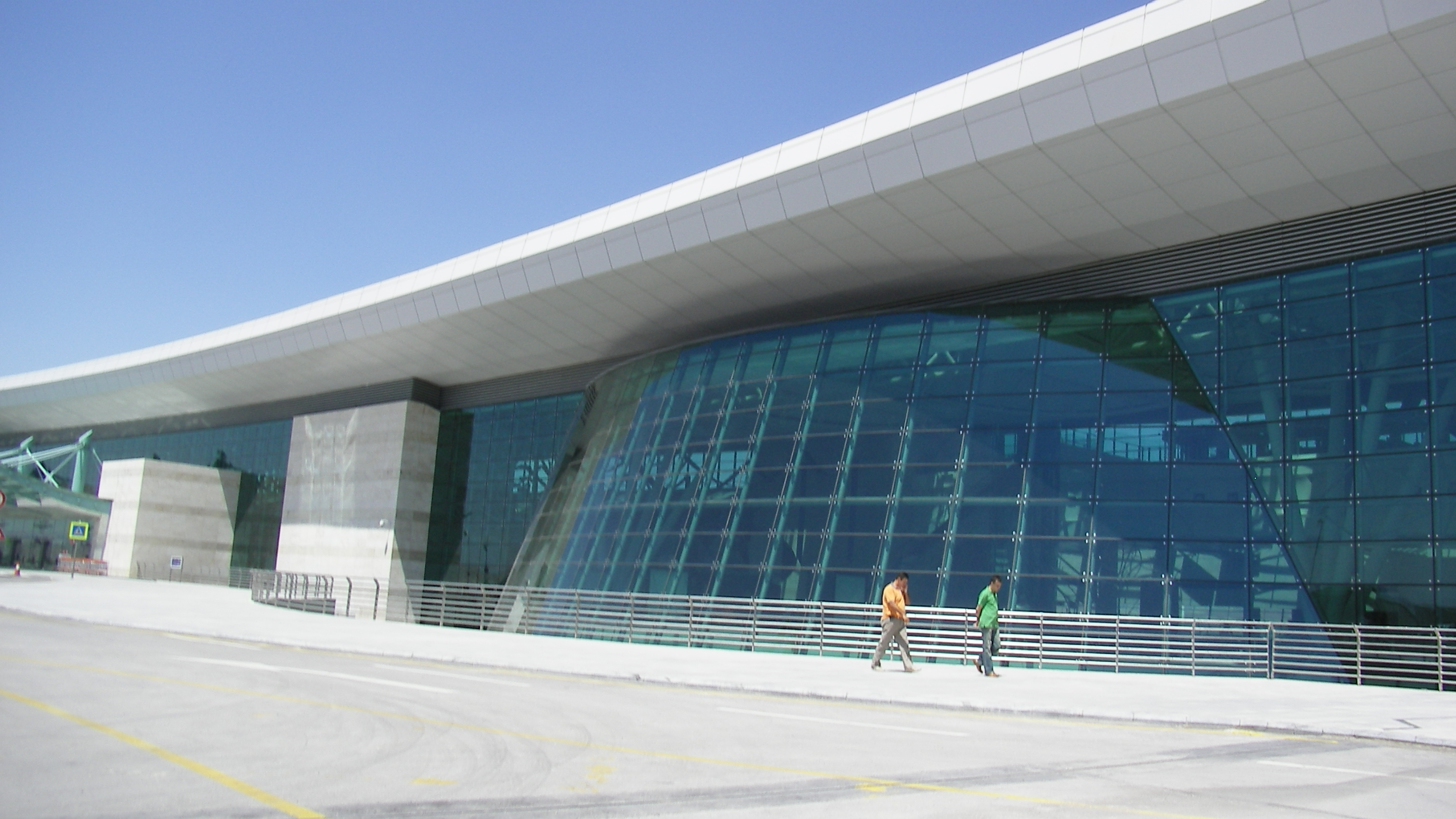
Aeroporto di Esenboğa, Ankara
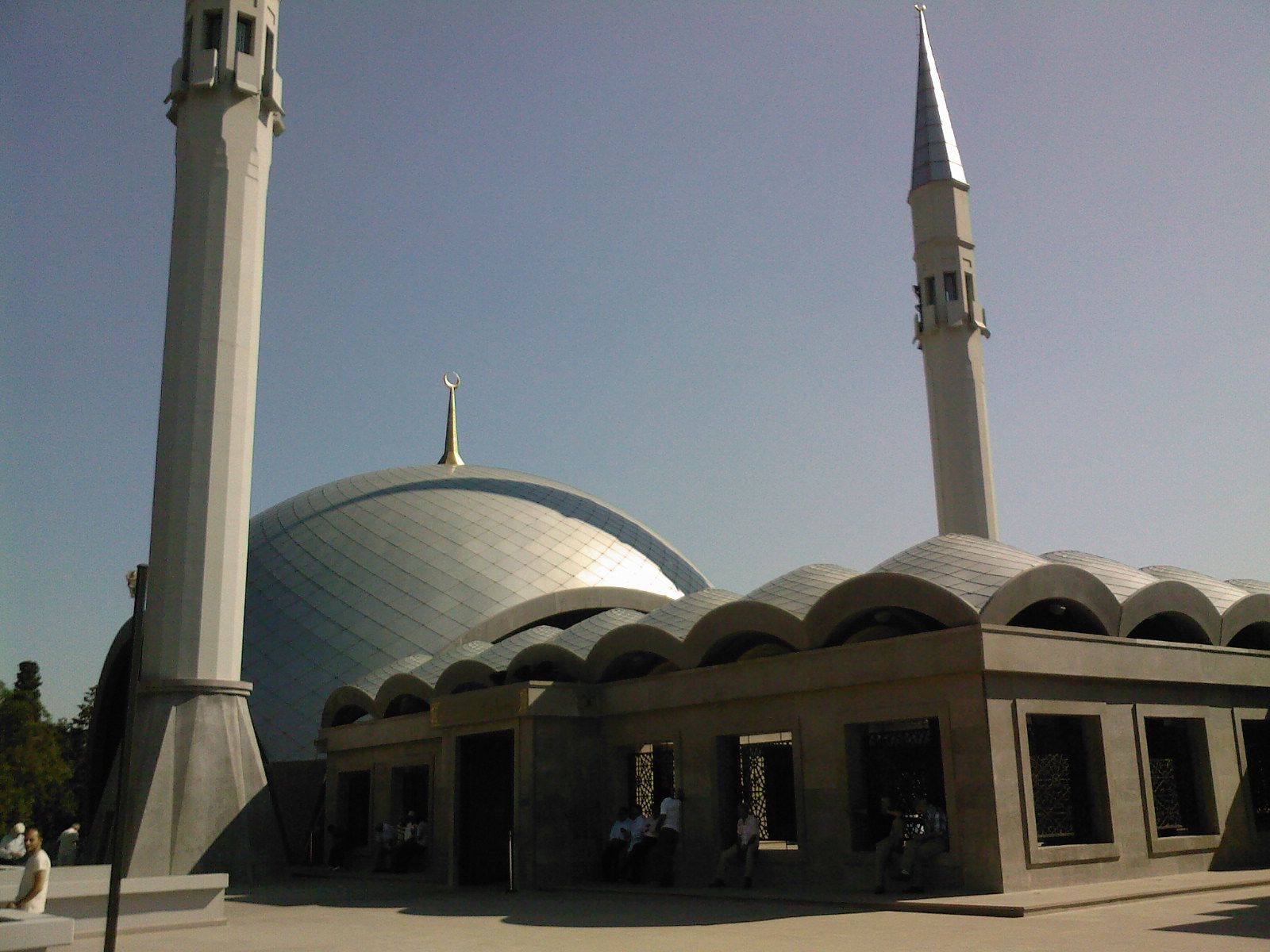
Moschea di Şakir (2005–09)
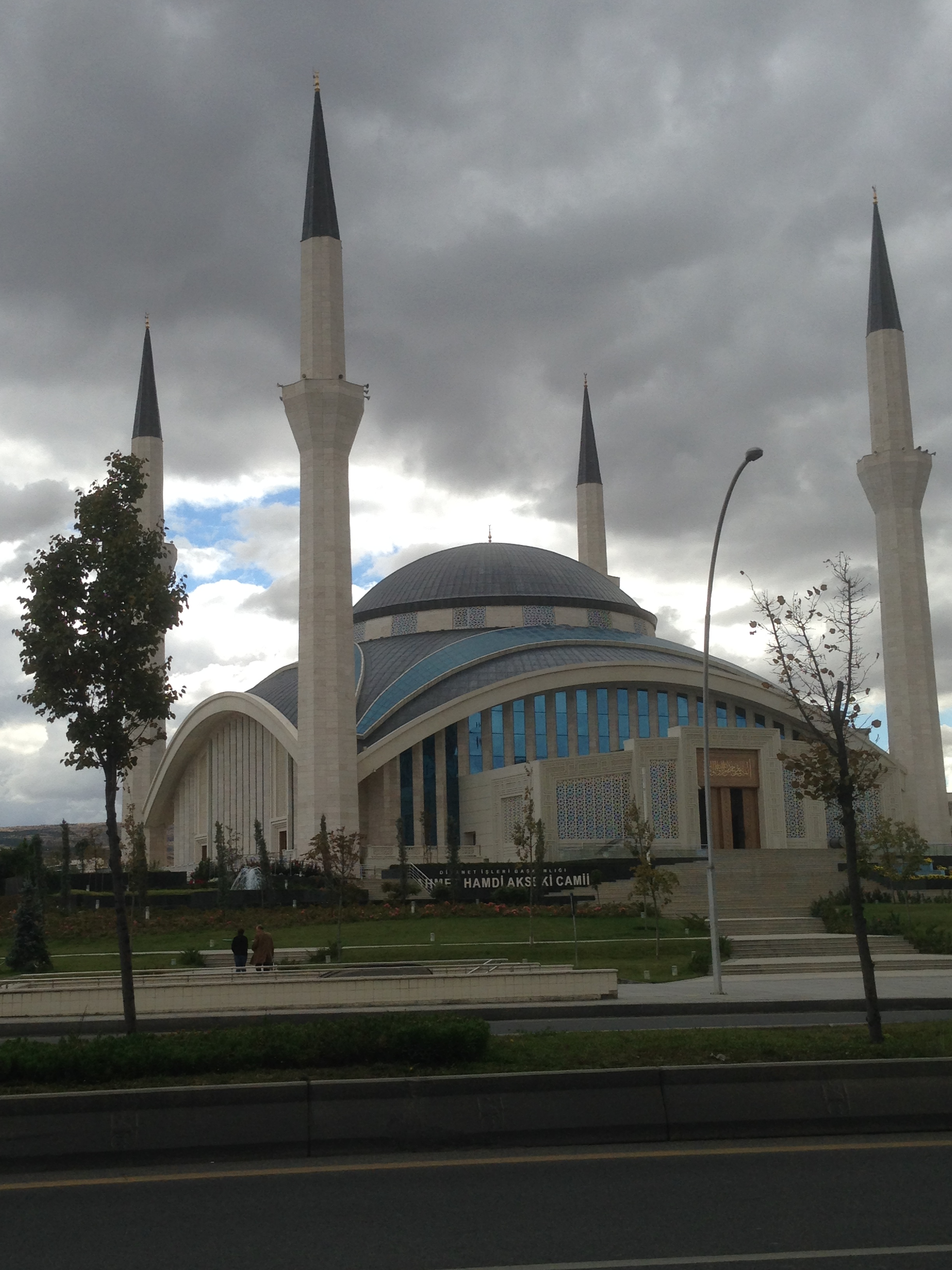
Moschea Ahmed Hamdi Akseki (2013)

## Cinema
I registi di film turchi hanno vinto numerosi premi prestigiosi negli ultimi anni. Nuri Bilge Ceylan ha vinto il premio per la miglior regia al Festival di Cannes 2008 con il film Üç Maymun. Questa fu la quarta volta che Ceylan vinse un premio a Cannes, dopo il premio per il film Uzak (nominato per la Palma d'oro) al Festival di Cannes 2003 e 2004, e per il film İklimler (anche questo nominato per la Palma d'oro) al Festival di Cannes 2006. Questi tre film, insieme ad altri importanti lavori di Ceylan come "Kasaba" (1997) e "Mayıs sıkıntısı" (1999) hanno anche vinto premi in altri grandi festival cinematografici internazionali; tra cui l'Angers European First Film Festival (1997 e 1999), Ankara Film Festival (2000), Antalya Golden Orange Film Festival (1999, 2002 e 2006), Bergamo Film Meeting (2001), Festival internazionale del cinema di Berlino (1998), Brothers Manaki Film Festival (2003), Festival internazionale del cinema indipendente di Buenos Aires (2001), Festival di Cannes (2003, 2004 e 2006), Chicago Film Festival (2003), Cinemanila Film Festival (2003), European Film Awards (2000), Istanbul Film Festival (1998, 2000, 2003 e 2007), Mexico City Film Festival (2004), Montpellier Mediterranean Film Festival (2003), San Sebastián Film Festival (2003), Singapore Film Festival (2001), Sofia Film Festival (2004), Tokyo Film Festival (1998) e Trieste Film Festival (2004).
Più di recente, Semih Kaplanoğlu ha vinto l'Orso d'oro al 60º Festival Internazionale del Cinema di Berlino con Bal, terzo e ultimo episodio della "Trilogia di Yusuf", che include Yumurta e Süt. Questa è stata la seconda volta che un film turco ha vinto il premio; il primo venne assegnato a Susuz Yaz di Metin Erksan nel 1964.
Il regista turco Fatih Akın, residente in Germania e con doppia cittadinanza turco-tedesca, ha vinto l'Orso d'oro, nel 2004, al Festival di Berlino con il film Gegen die Wand. Il film vinse numerosi altri premi in festival internazionali. Fatih Akın ricevette una nomina per la Palma d'oro e vinse il premio per la migliore sceneggiatura al Festival di Cannes 2007. Inoltre il Golden Orange all'edizione del 2007 dell'Antalya Film Festival, il premio Lino Brocka al Cinemanila Film Festival del 2007, il premio per la migliore sceneggiatura al premio European Film Awards del 2007, miglior regia e miglior sceneggiatura al German Film Awards 2008 e al RiverRun Film Festival 2008, il Bavarian Film Award del 2008 e il Premio LUX dal Parlamento europeo, con il film Ai confini del paradiso. Altri importanti film di Akın, come Kurz und schmerzlos (1998), Im Juli (2000), Solino (2002), e Crossing the Bridge - The Sound of Istanbul (2005) hanno vinto numerosi premi.
Un altro famoso regista turco, che vive in Italia ed ha la doppia cittadinanza turco-italiana, è Ferzan Özpetek, i cui film come Il bagno turco (1996),
Harem Suare (1999), Le fate ignoranti (2001), La finestra di fronte (2003),  Cuore sacro (2004),  Saturno contro (2007), Un giorno perfetto (2008), Mine vaganti (2010), Magnifica presenza (2012), Allacciate le cinture (2014), Rosso Istanbul (2017) e Napoli velata (2017), hanno vinto numerosi premi internazionali. Il film La finestra di fronte (2003) ebbe particolarmente successo, vincendo il David di Donatello, il Globo di Cristallo e il premio per la migliore regia al Festival internazionale del cinema di Karlovy Vary. Vinse altresì il Nastro d'argento per il miglior soggetto originale assegnato dal Sindacato nazionale giornalisti cinematografici italiani, il premio al Foyle Film Festival del 2004, il premio del pubblico al Rehoboth Beach Independent Film Festival del 2004 e il premio del pubblico Canvas Audience Award al Flanders International Film Festival del 2004.

## Sport

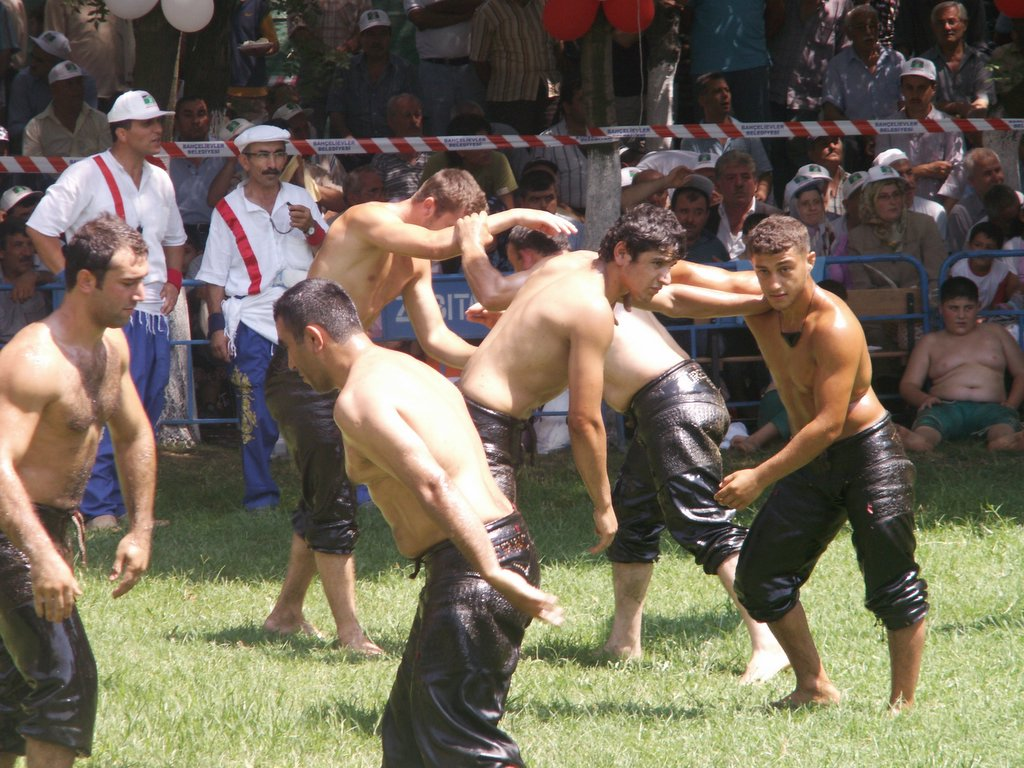
Un torneo di Yağlı güreş a Istanbul. Questo è stato il più diffuso sport nazionale sin dai tempi dell'Impero ottomano.

Lo sport nazionale e tradizionale turco è stato lo Yağlı güreş (Lotta oleata) sin dai tempi dell'Impero ottomano. L'annuale premio internazionale di yağlı güreş ("Kırkpınar"), disputato tutti gli anni vicino ad Edirne, è la più antica competizione sportiva in corso in tutto il mondo, poiché viene disputata ininterrottamente dal 1362.
Lo sport più popolare, in Turchia, è il calcio. Tra le squadre più importanti vi sono Fenerbahçe, Galatasaray e Beşiktaş. Nel 2000, il Galatasaray ha consolidato il suo ruolo di importante club europeo vincendo la Coppa UEFA e la Supercoppa UEFA. Due anni dopo la nazionale turca è arrivata terza nel Campionato mondiale di calcio 2002 disputato in Giappone e Corea del Sud, mentre nel 2008 la squadra nazionale ha raggiunto le semifinali del Campionato europeo di calcio.

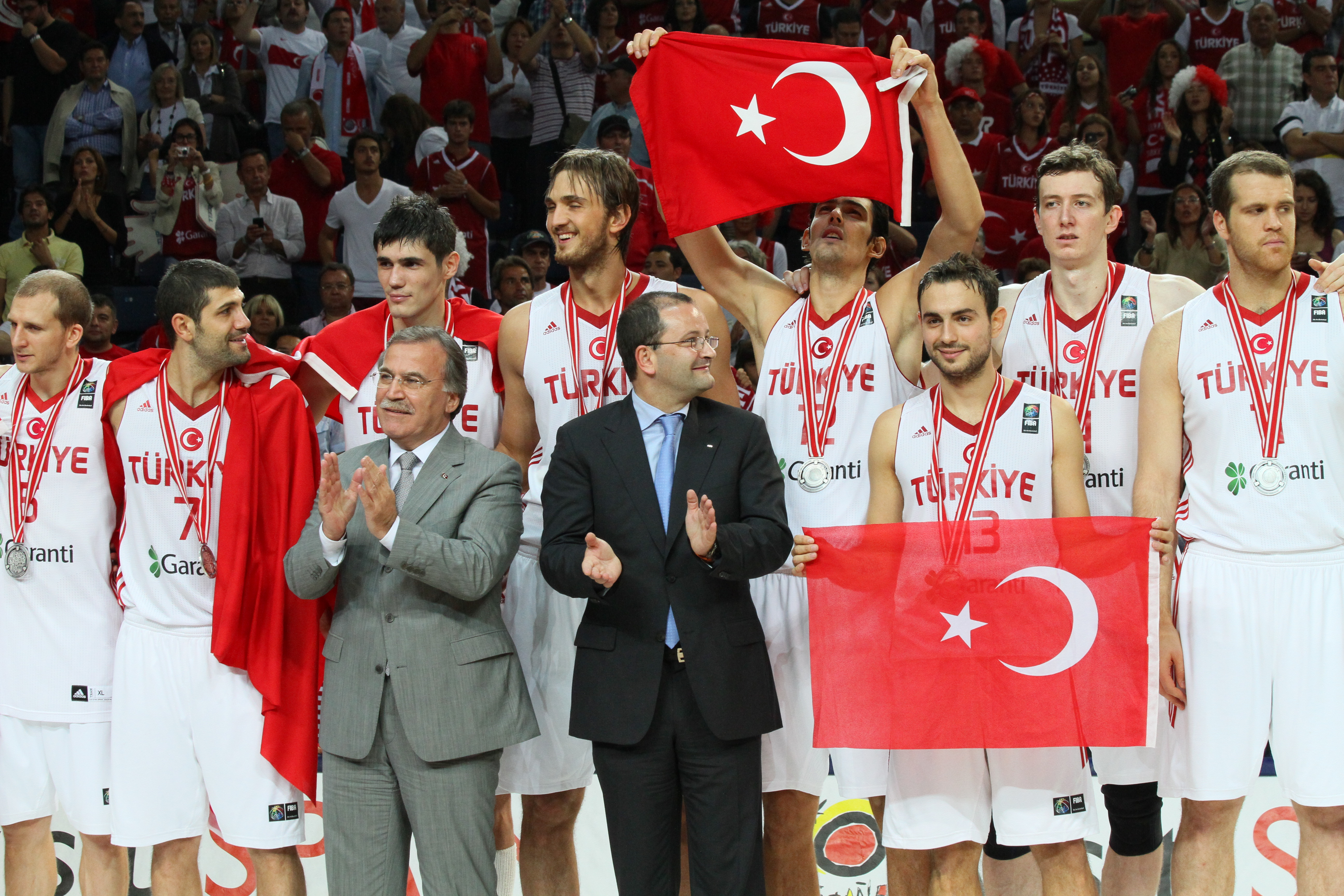
Squadra di pallacanestro della Turchia vincitrice della medaglia d'argento al Campionato mondiale maschile di pallacanestro 2010.

Anche altri sport tradizionali come pallacanestro e pallavolo sono popolari in Turchia, che nel 2010 ha ospitato il Campionato mondiale maschile di pallacanestro 2010 dove la squadra nazionale turca ha raggiunto la finale. Sempre nella pallacanestro maschile la nazionale è giunta seconda nel Campionato europeo maschile di pallacanestro 2001. Per quanto riguarda le squadre di club, l'Anadolu Efes Spor Kulübü vinse la Coppa Korać nel 1996, finì al secondo posto nella Coppa Saporta del 1993, e raggiunse la Final Four di Euroleague e Suproleague nel 2000 e nel 2001. Anche i giocatori turchi di pallacanestro hanno avuto successo nella NBA. Nel giugno 2004 Mehmet Okur ha vinto il titolo NBA del 2004 con i Detroit Pistons, diventando il primo giocatore turco a vincere un titolo NBA. Okur è stato inserito poi nella selezione  Western All-Star Team per gli NBA All-Star Game 2007, diventando anche il primo giocatore turco a partecipare a questo evento. Un altro giocatore turco di successo nell'NBA è Hidayet Türkoğlu, a cui è stato conferito l'NBA Most Improved Player Award per la stagione 2007. Squadre femminili di pallavolo come Eczacıbaşı, Vakıfbank Güneş Sigorta e Fenerbahçe Acıbadem hanno avuto il maggior successo di sempre negli sport di squadra, vincendo numerosi titoli e medaglie ai campionati europei.
Gli sport motoristici sono diventati popolari di recente, specialmente dopo l'inclusione del Rally di Turchia nel Campionato del mondo rally della FIA nel 2003, e con l'inserimento del Gran Premio di Turchia di Formula 1 nel calendario internazionale nel 2005. Altri importanti sport motoristici annuali si tengono nel Circuito di Istanbul, compreso il MotoGP Grand Prix di Turchia, il FIA Campionato del mondo turismo, le GP2 Series e le European Le Mans Series. Ad anni alterni Istanbul e Antalya ospitano la gara turca del Campionato del mondo formula 1 motonautica, mentre la tappa turca della Red Bull Air Race, una competizione aeronautica, si svolge sopra il Corno d'Oro a Istanbul. Surf, snowboard, skateboard, parapendio e altri sport estremi stanno diventando sempre più popolari anno dopo anno.
Sono anche popolari alcuni stili di lotta internazionale governati dall'UWW come lotta libera e lotta greco-romana, con molti titoli europei, mondiali e olimpici vinti dai lottatori turchi, sia individualmente che come squadra nazionale. Un altro sport importante in cui i turchi hanno avuto successo a livello internazionale è il sollevamento pesi. I sollevatori di pesi turchi, sia maschi che femmine, hanno infranto numerosi record mondiali ed europei, ed hanno vinto titoli mondiali ed olimpici. Naim Süleymanoğlu e Halil Mutlu hanno raggiunto uno status leggendario per essere stati tra i pochi sollevatori di pesi ad aver vinto tre medaglie d'oro in tre Olimpiadi diverse.
La Turchia ha ospitato la XXIII Universiade (2005) ad İzmir e la XXV Universiade invernale (2011) ad Erzurum.

## Cucina

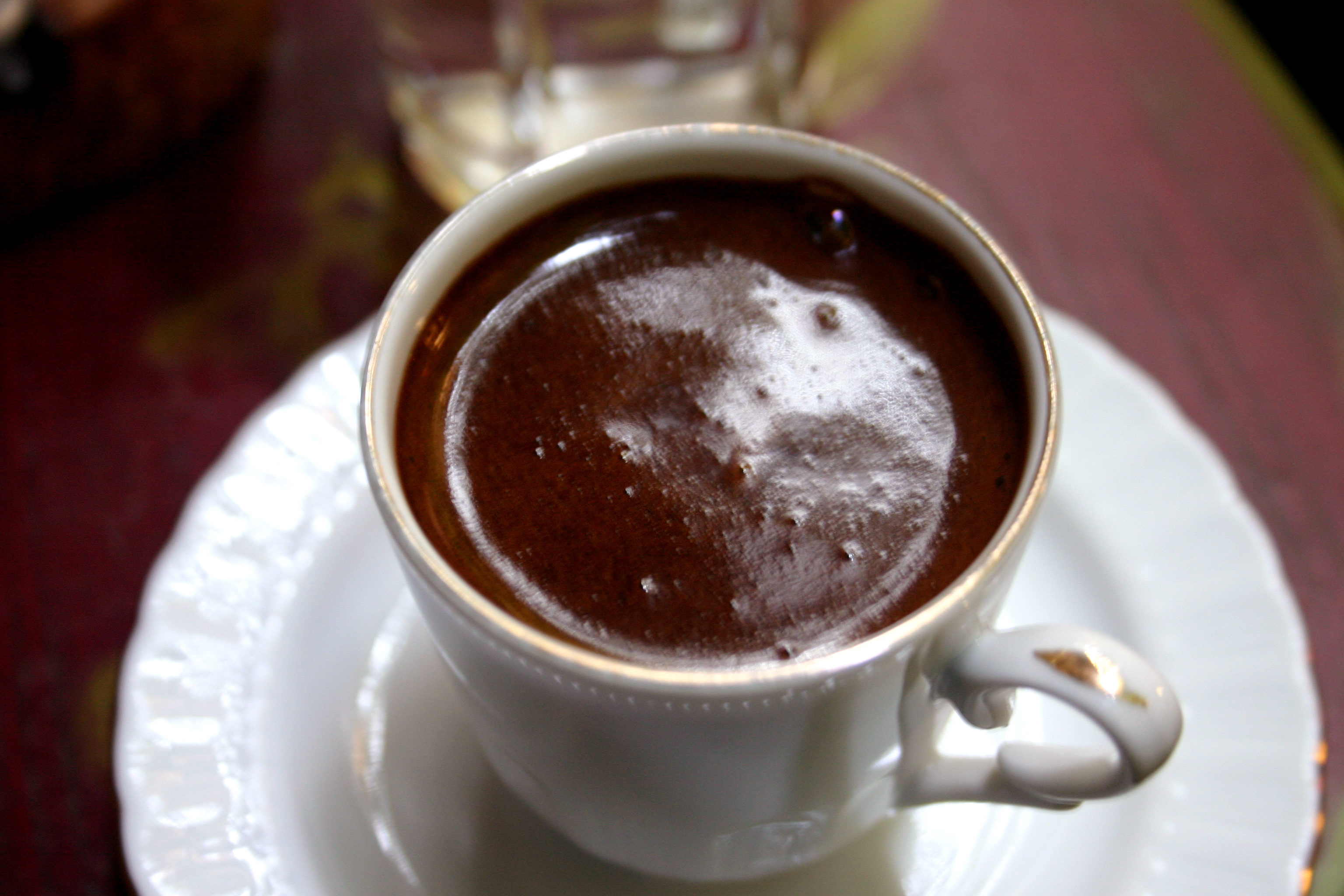
Caffè turco

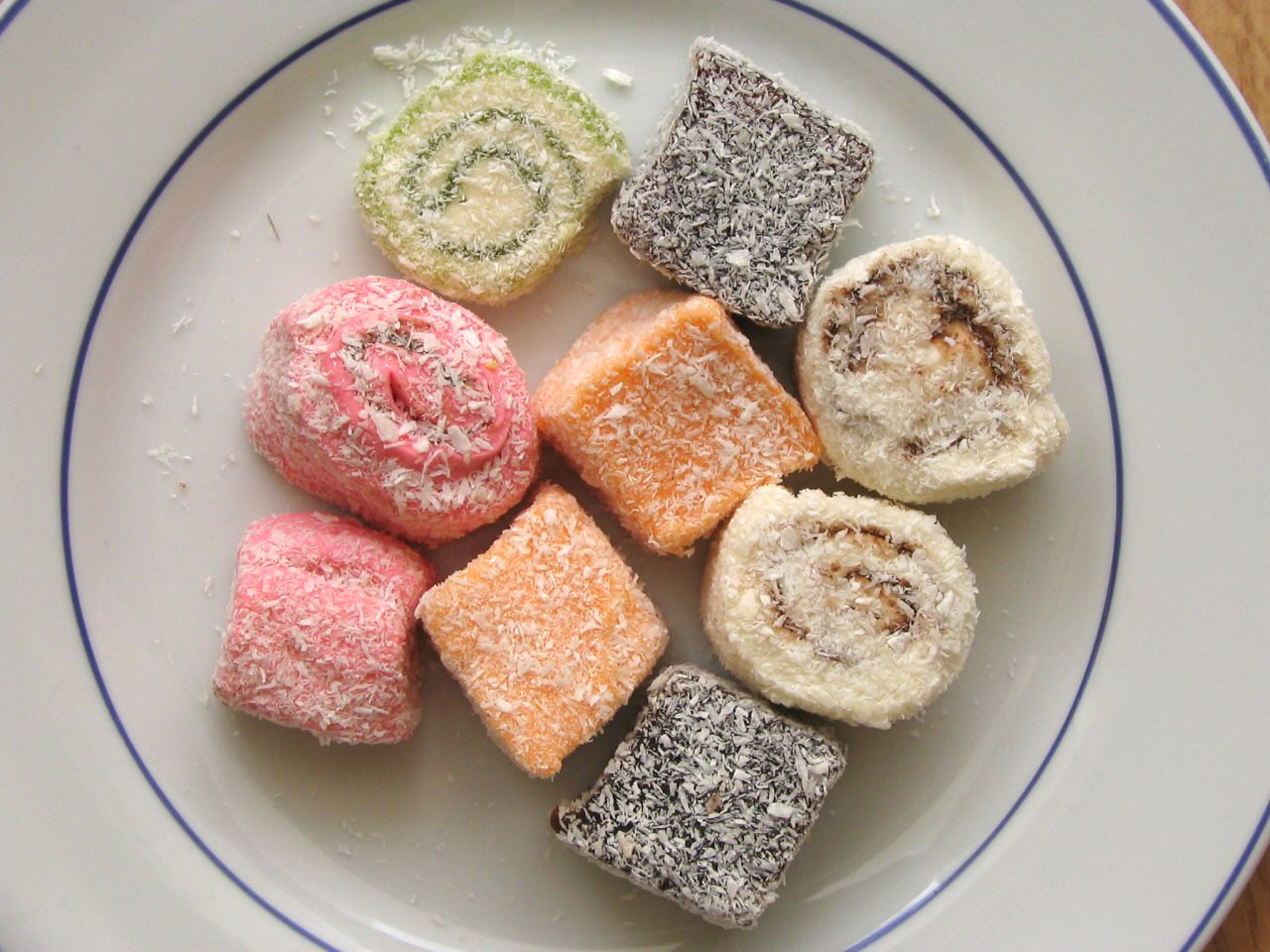
Delizie turche

La cucina turca ha ereditato alcuni cibi dalla cucina ottomana e potrebbe essere descritta come una fusione raffinata di cucina del centro-Asia, cucina araba, cucina greca, cucina armena e cucina persiana. La cucina turca ha, a sua volta, influenzato anche queste cucine e altre cucine vicine, così come quelle dell'Europa occidentale. Gli ottomani fondevano varie tradizioni culinarie del loro regno con influenze della cucina cucina del Medio Oriente, insieme a elementi tradizionali turchi dell'Asia centrale come lo yogurt. L'Impero ottomano infatti creò una vasta gamma di specialità. Si può osservare che varie regioni dell'Impero ottomano annoverano cibi di provenienza ottomana.
Nel complesso, la cucina turca non è omogenea. Oltre alle specialità turche comuni che si possono trovare in tutto il paese, ci sono anche specialità regionali specifiche. La cucina della regione del Mar Nero (Turchia settentrionale) è basata su mais e acciughe. Il sud-est - Şanlıurfa, Gaziantep e Adana - è famoso per i suoi kebab, meze e dessert come baklava,  kadayıf e künefe. Soprattutto nelle zone occidentali della Turchia, dove gli ulivi sono coltivati in abbondanza, l'olio di oliva è il principale condimento usato in cucina. Le cucine della Regione dell'Egeo, di Marmara e del Mediterraneo hanno le caratteristiche di base della cucina mediterranea, ricca di verdure, legumi e pesce. L'Anatolia centrale è famosa per i suoi dolci keşkek (kashkak), manti (specialmente di Kayseri) e gözleme.
Il nome delle specialità a volte incorpora quello di una città o di una regione (di Turchia o di altri paesi). Questo suggerisce che un piatto è una specialità di quell'area, o può riferirsi alla tecnica specifica o agli ingredienti usati in quell'area. Ad esempio, la differenza tra Urfa kebab e Adana kebab è l'uso di aglio al posto della cipolla e la maggiore quantità di peperoncino che contiene il kebab.

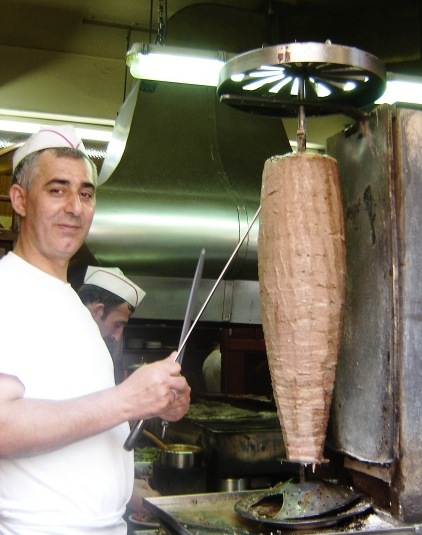
Döner kebab
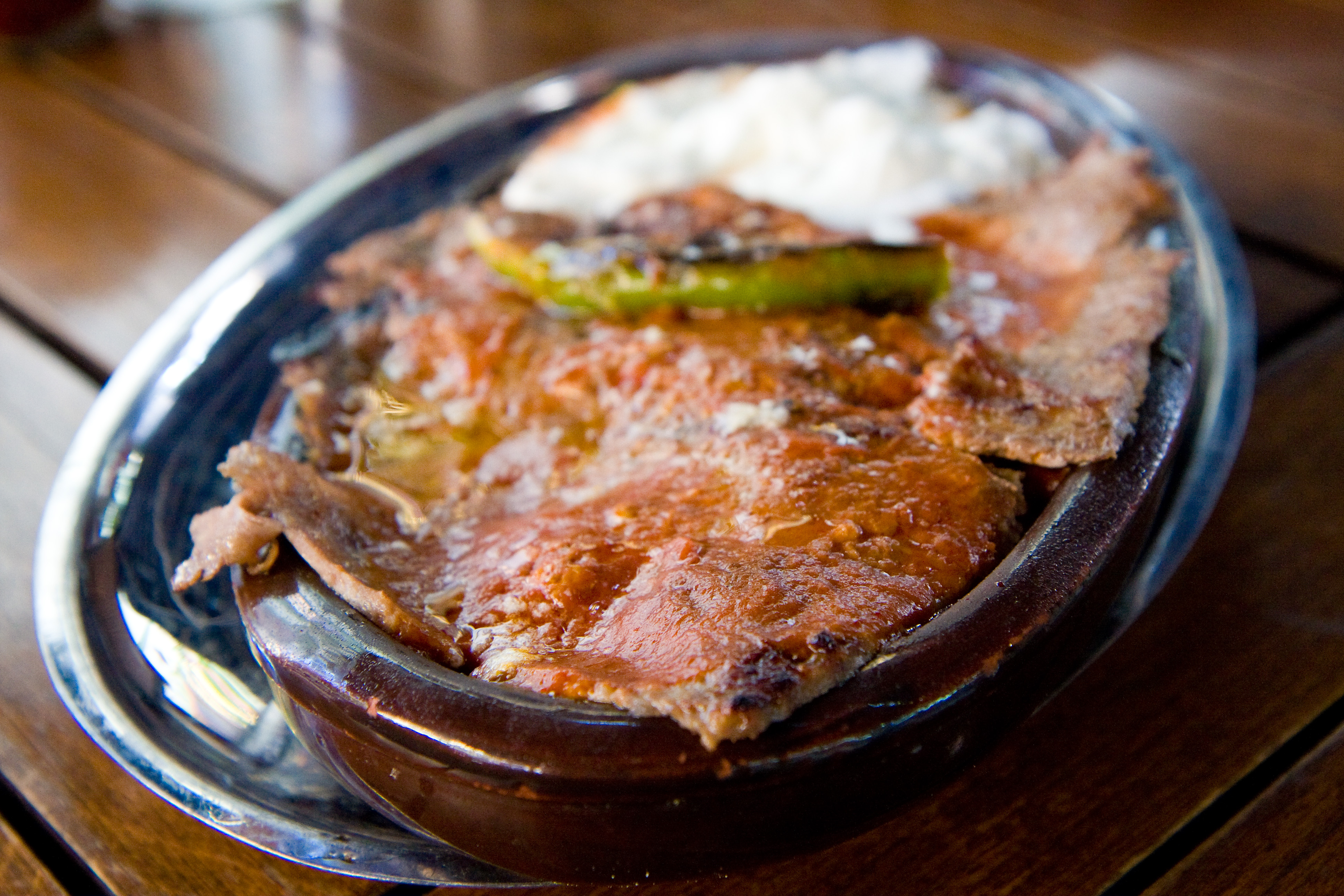
İskender kebap
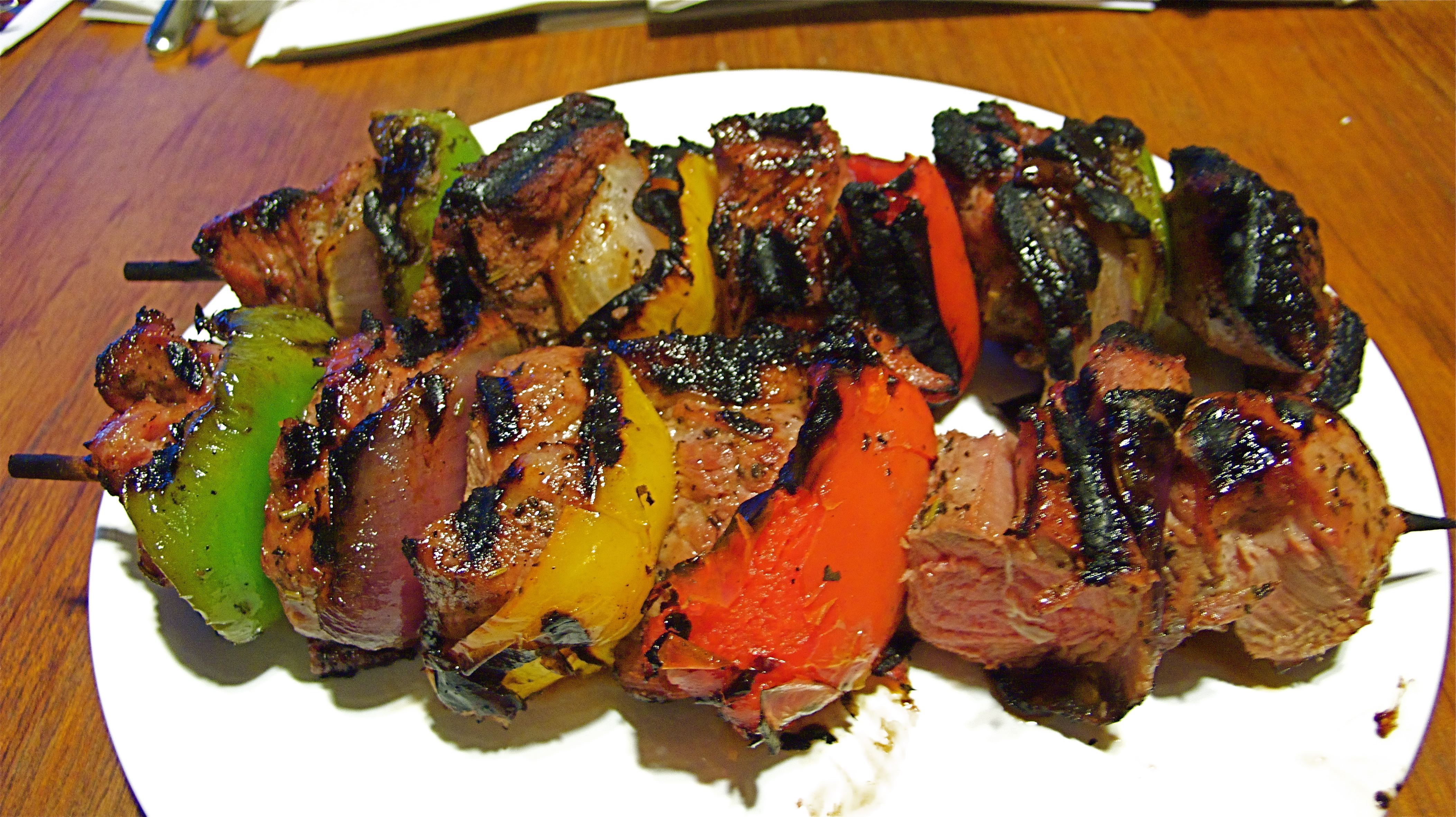
Şiş kebap
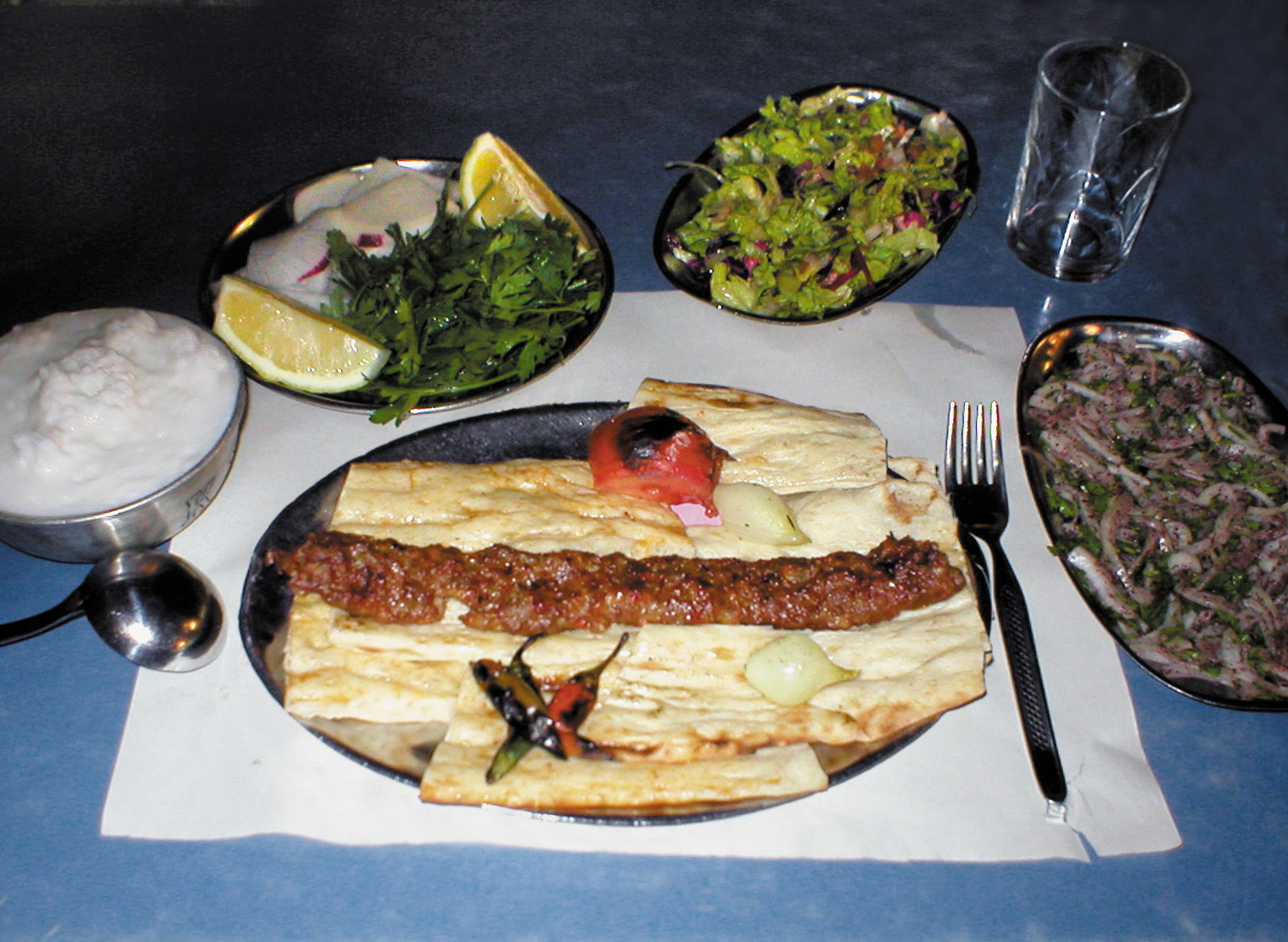
Adana kebap
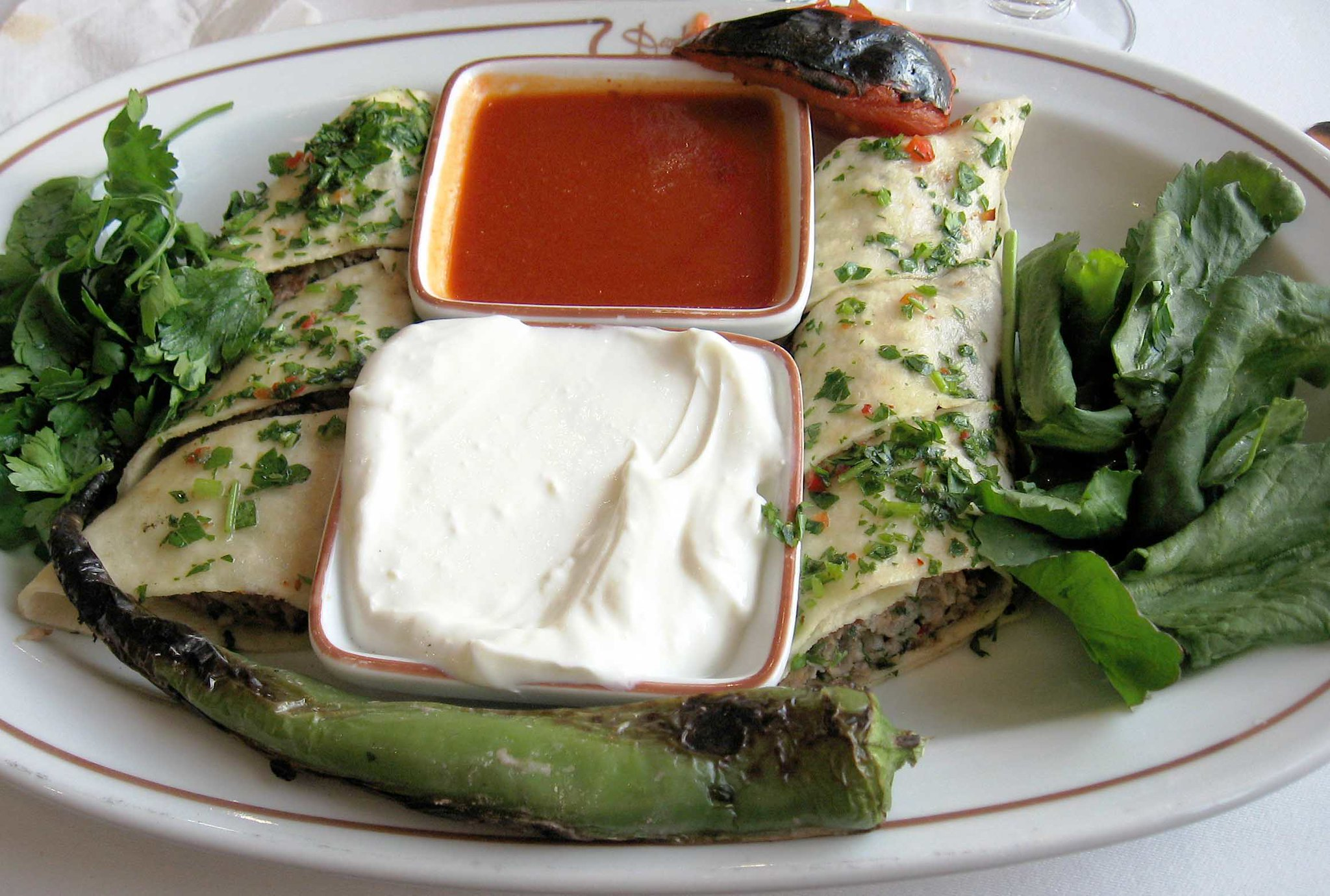
Beyti kebap
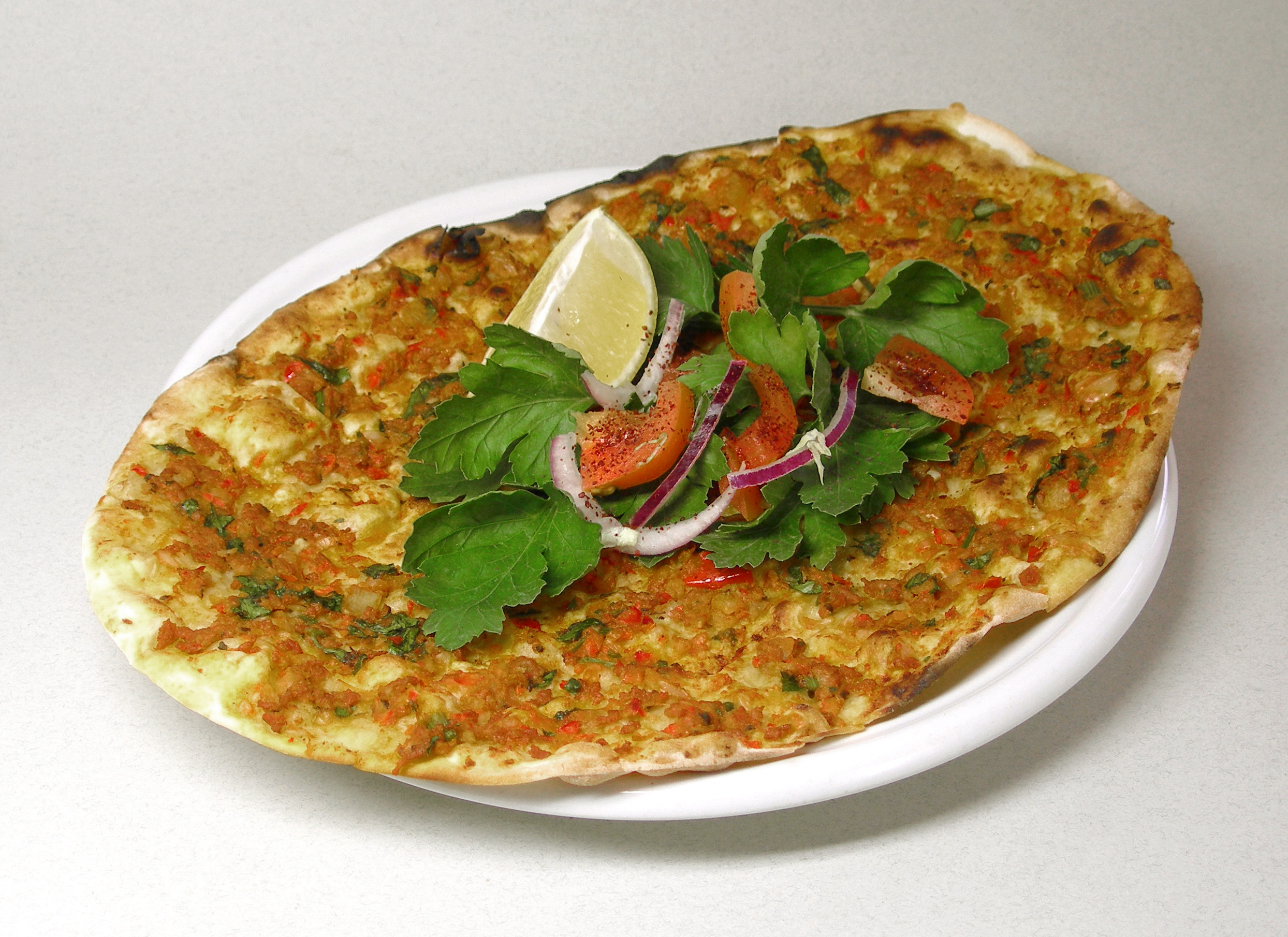
Lahmacun
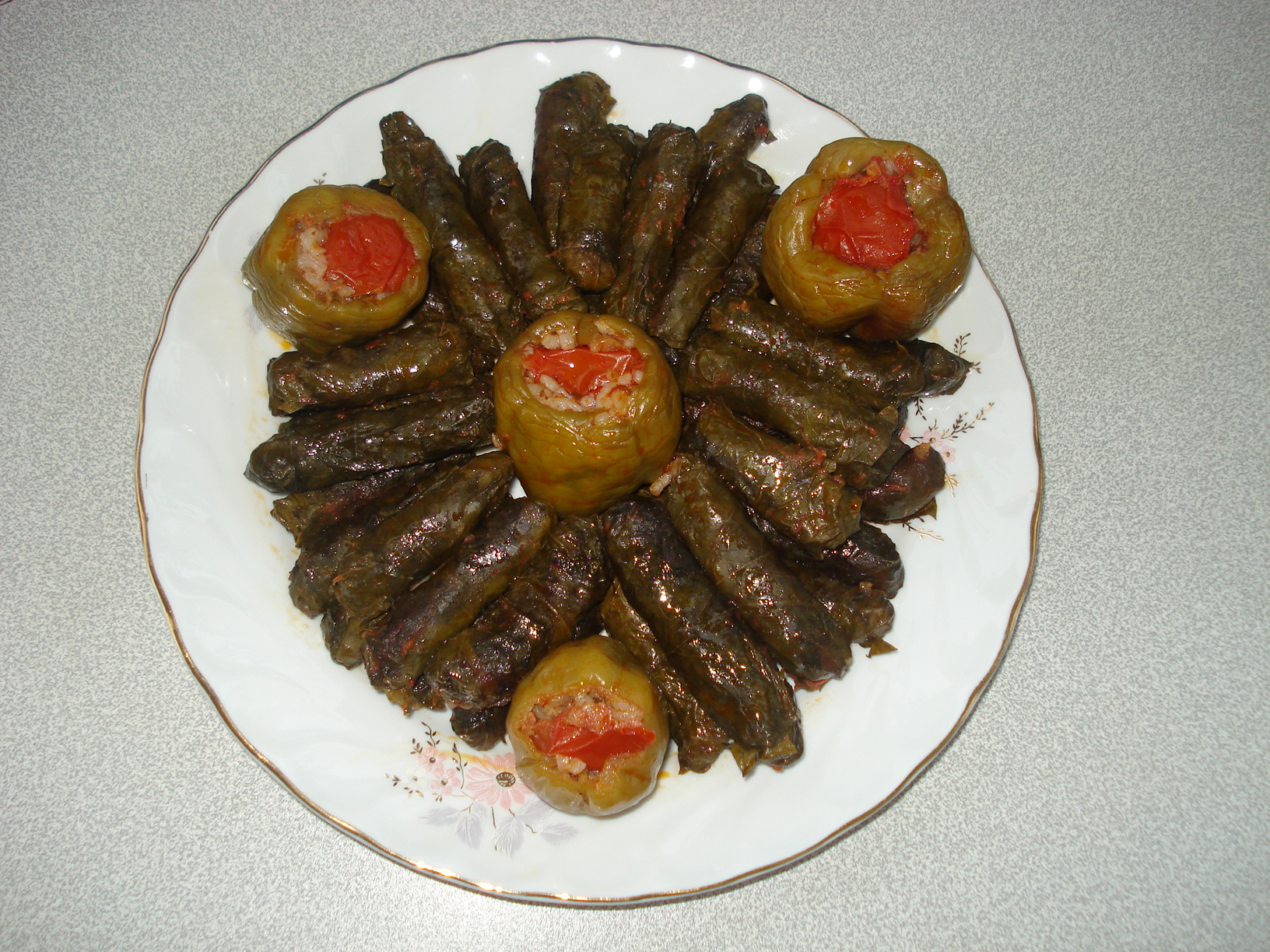
Dolma
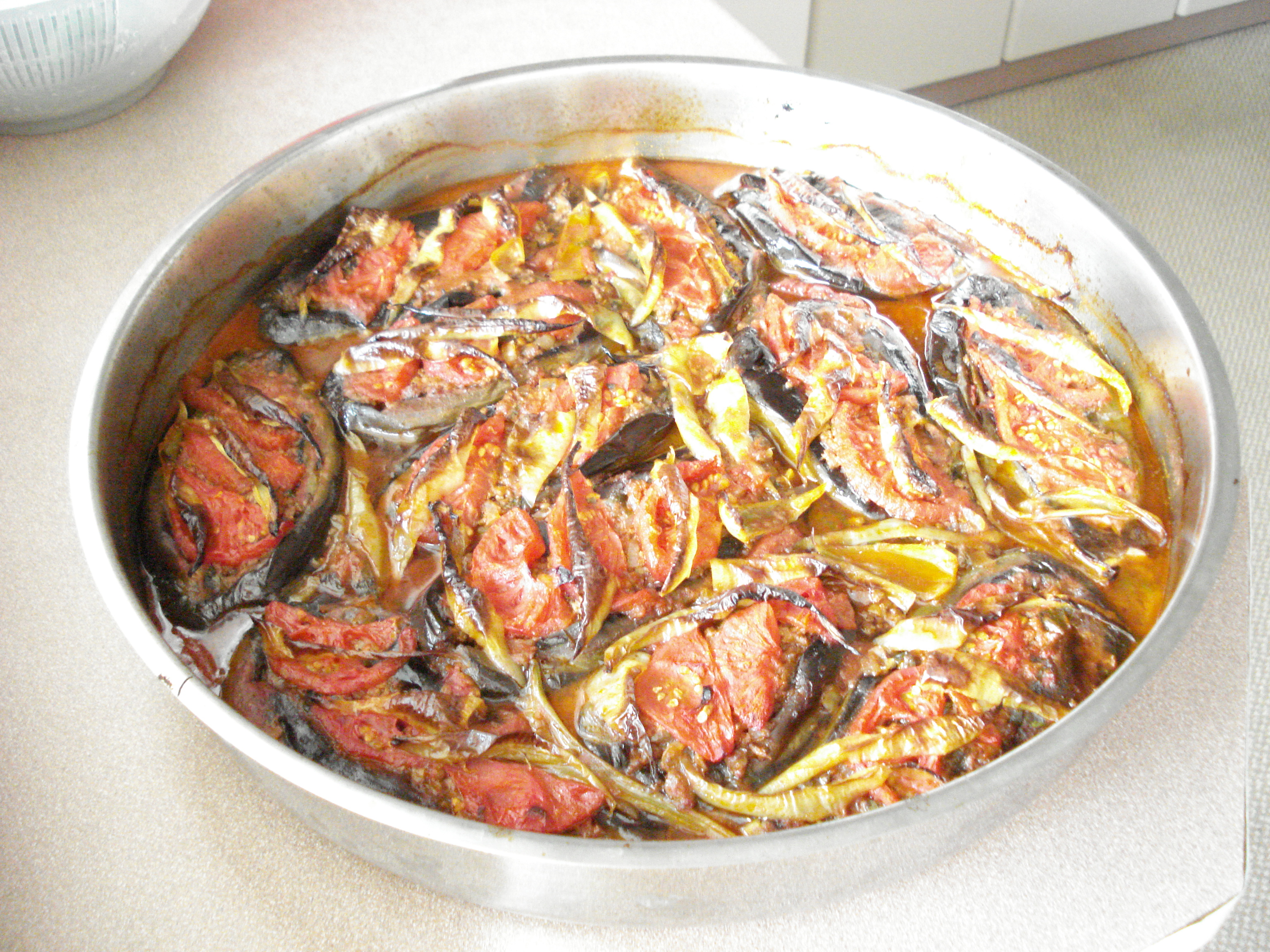
Karnıyarık
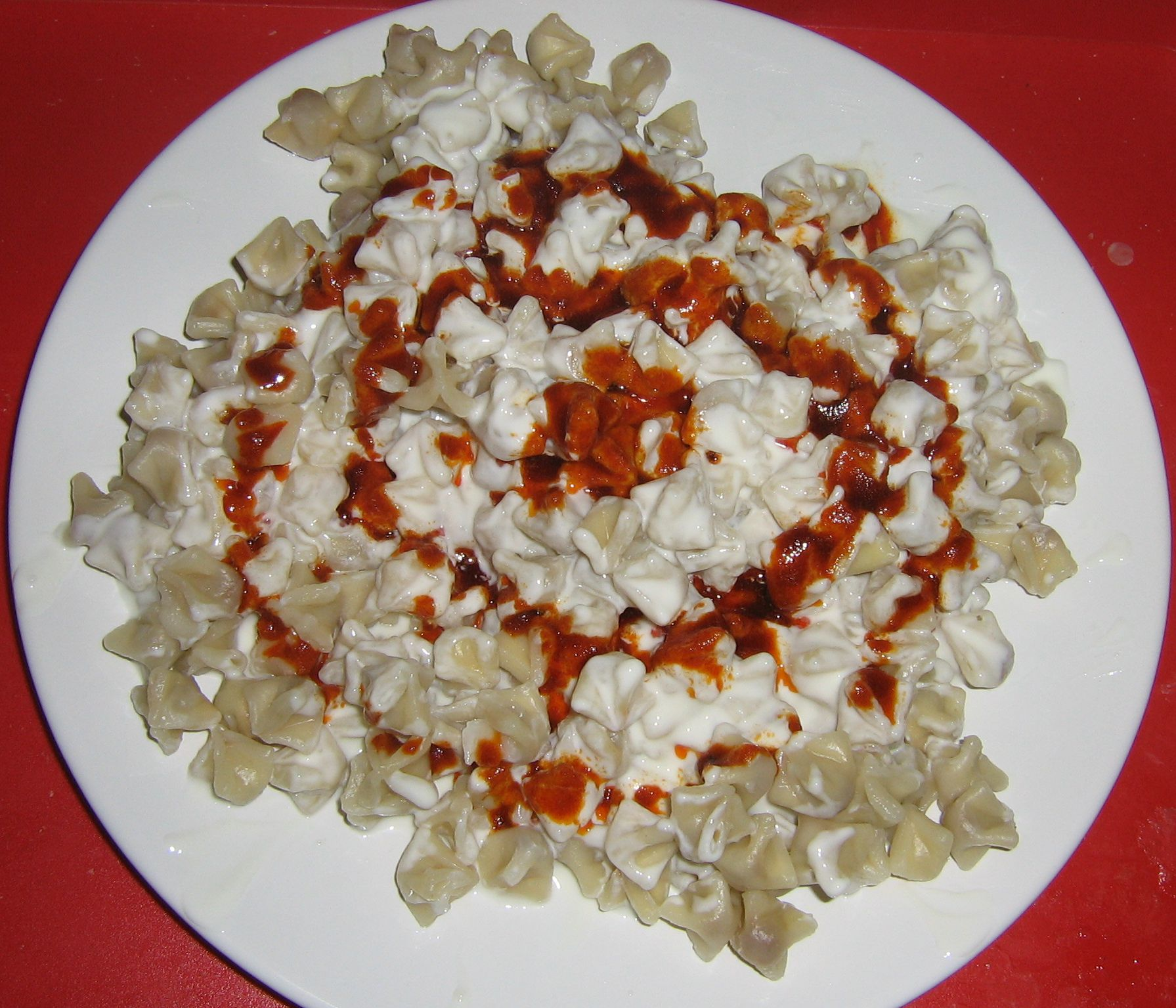
Manti
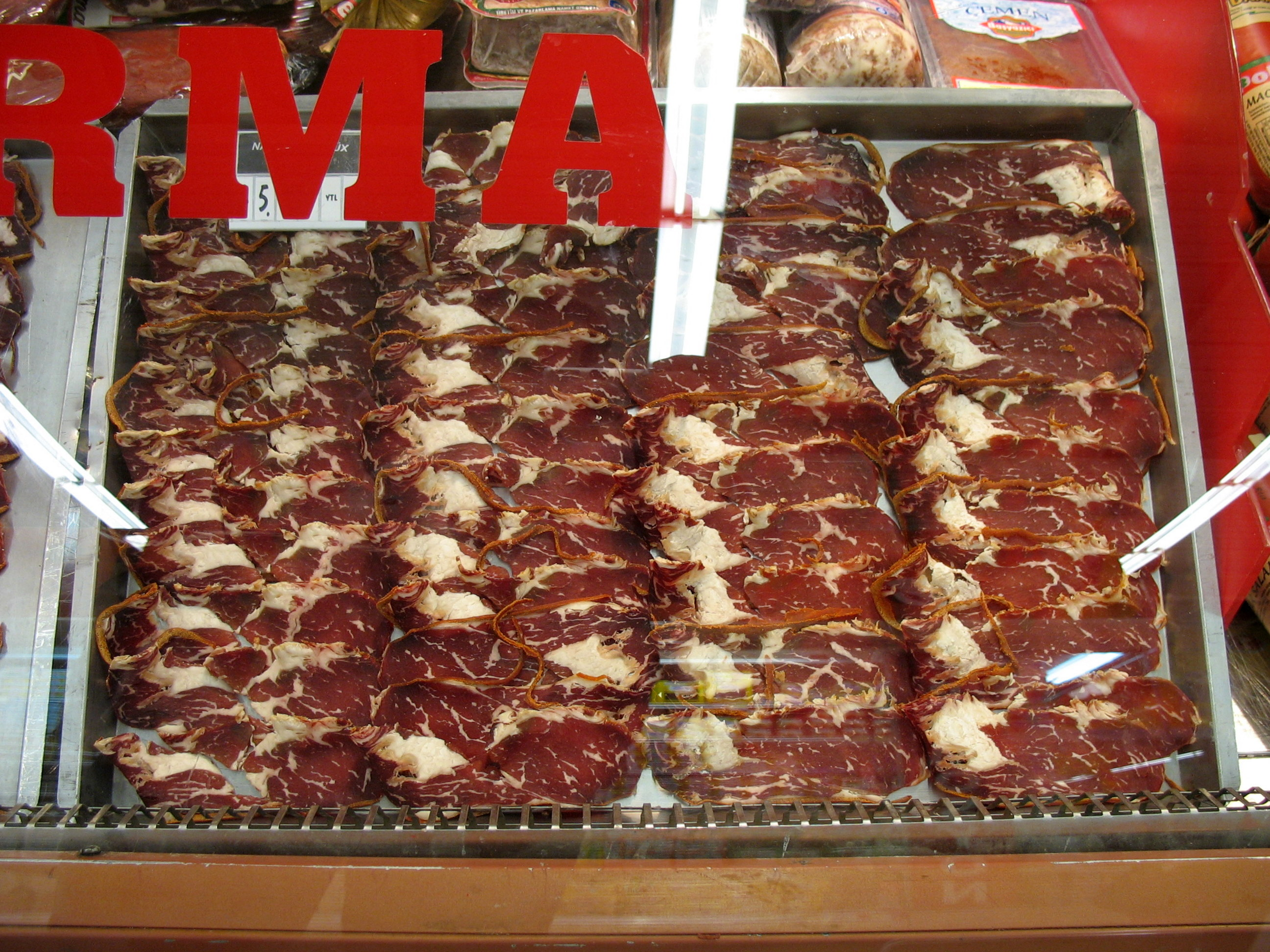
Pastırma
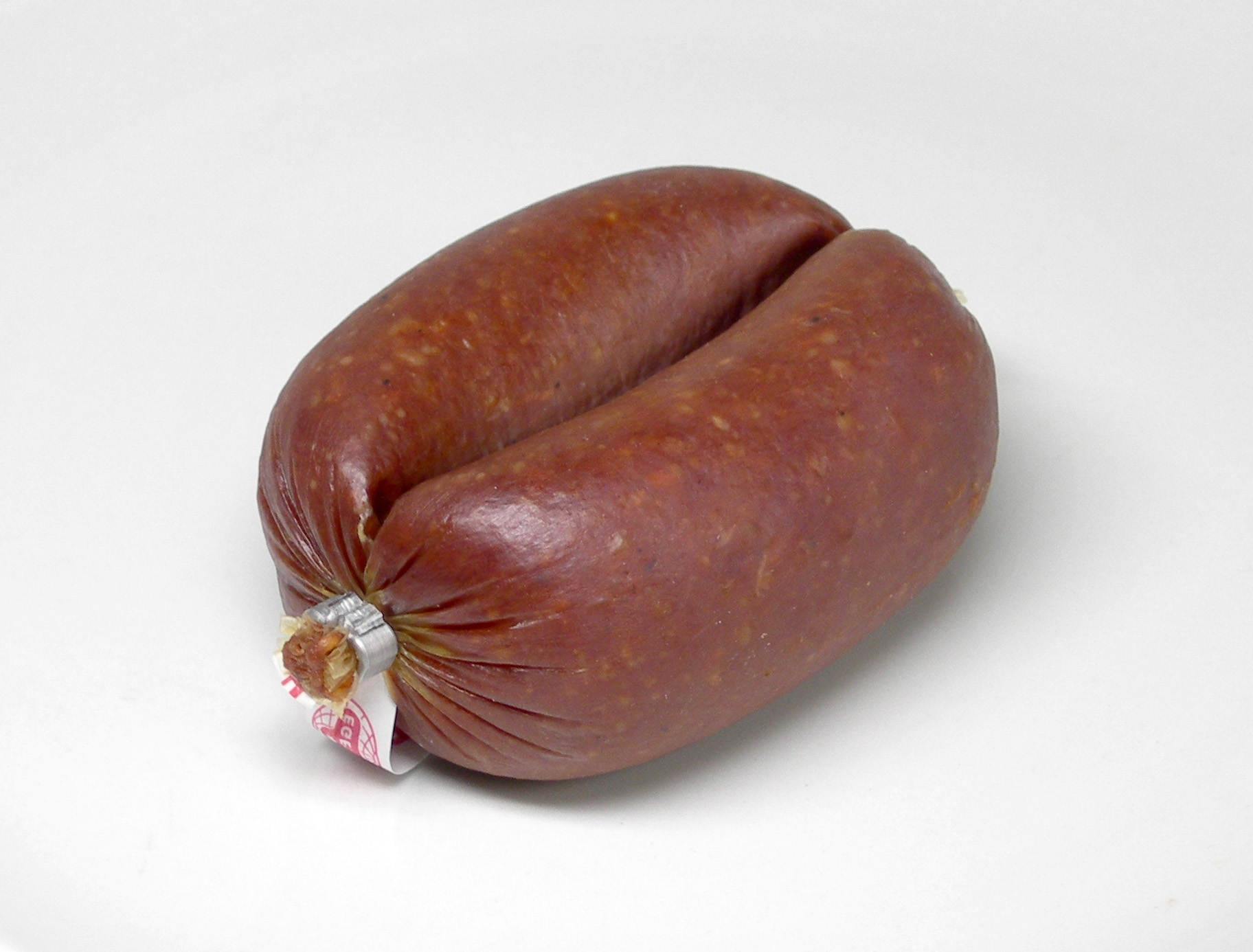
Sucuk
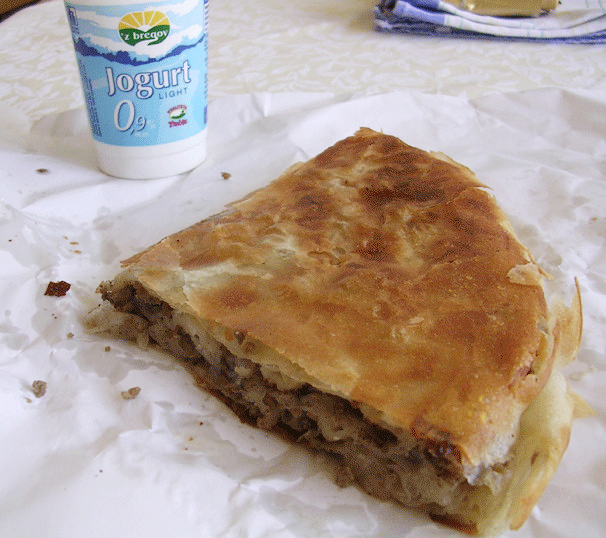
Börek
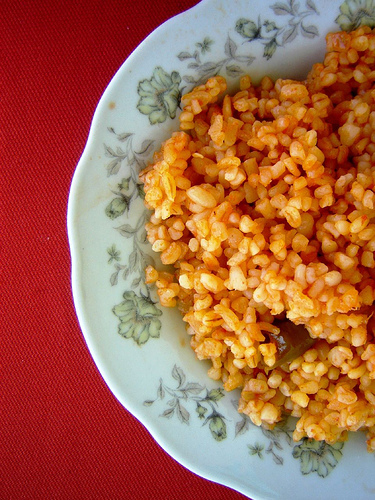
Bulgur
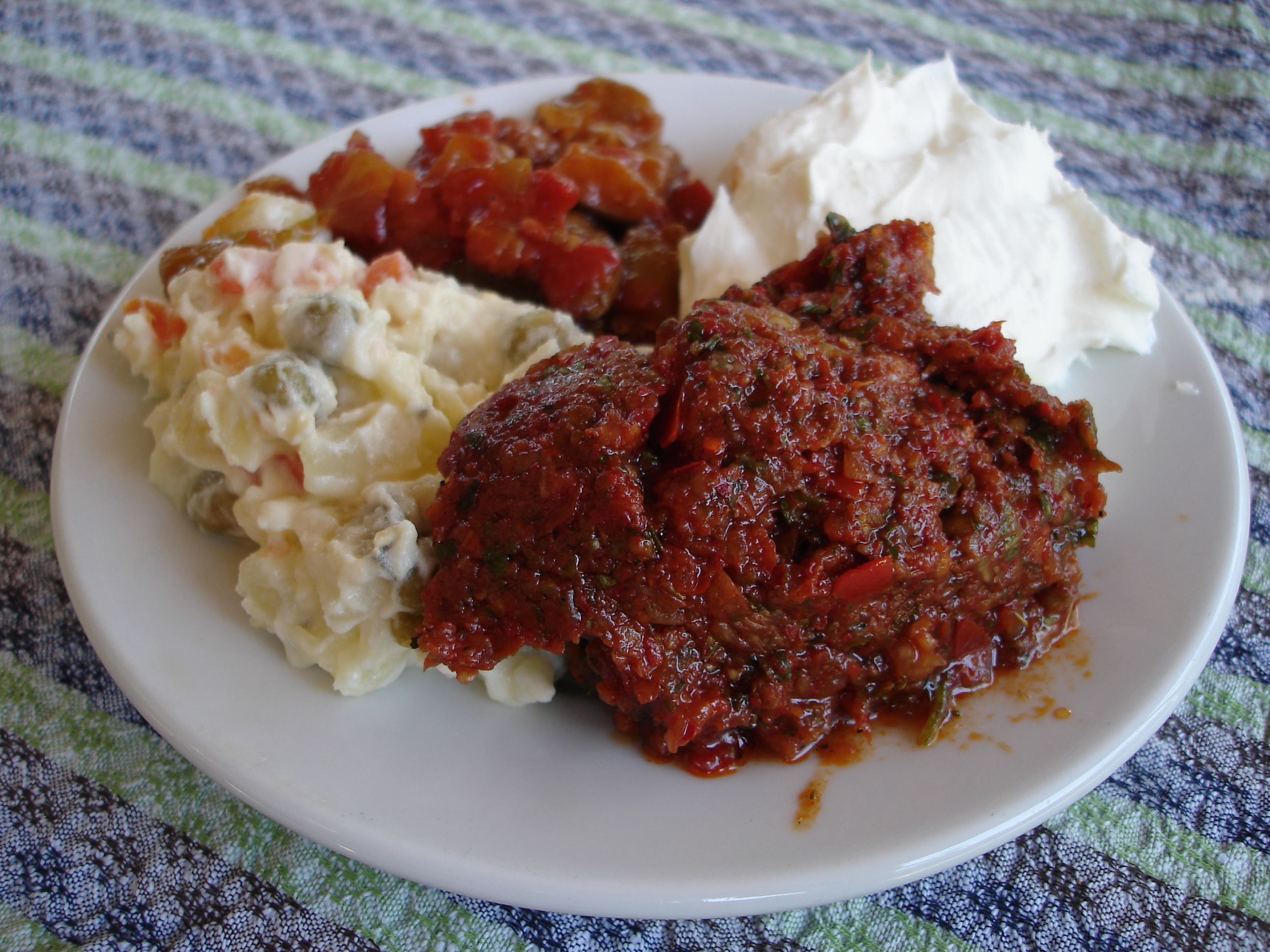
Meze
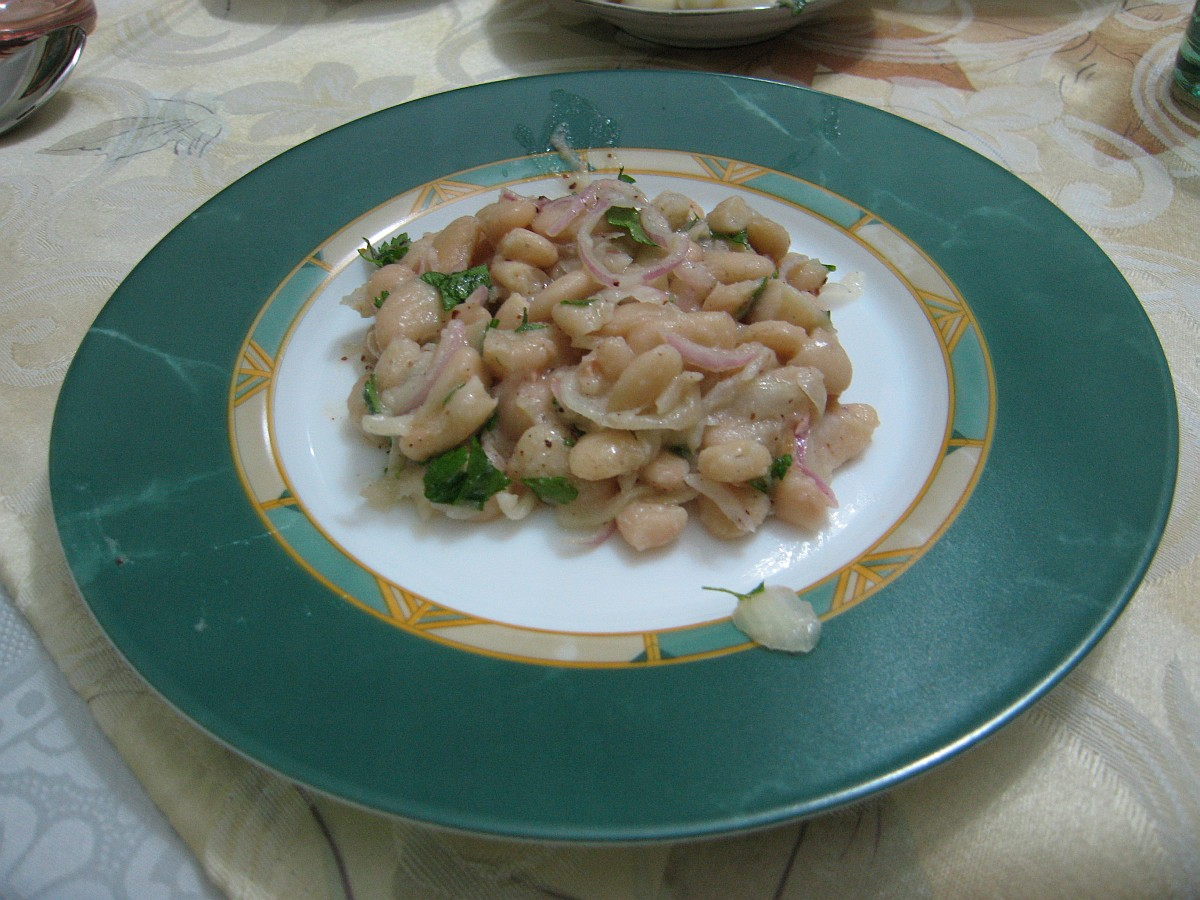
Piyaz
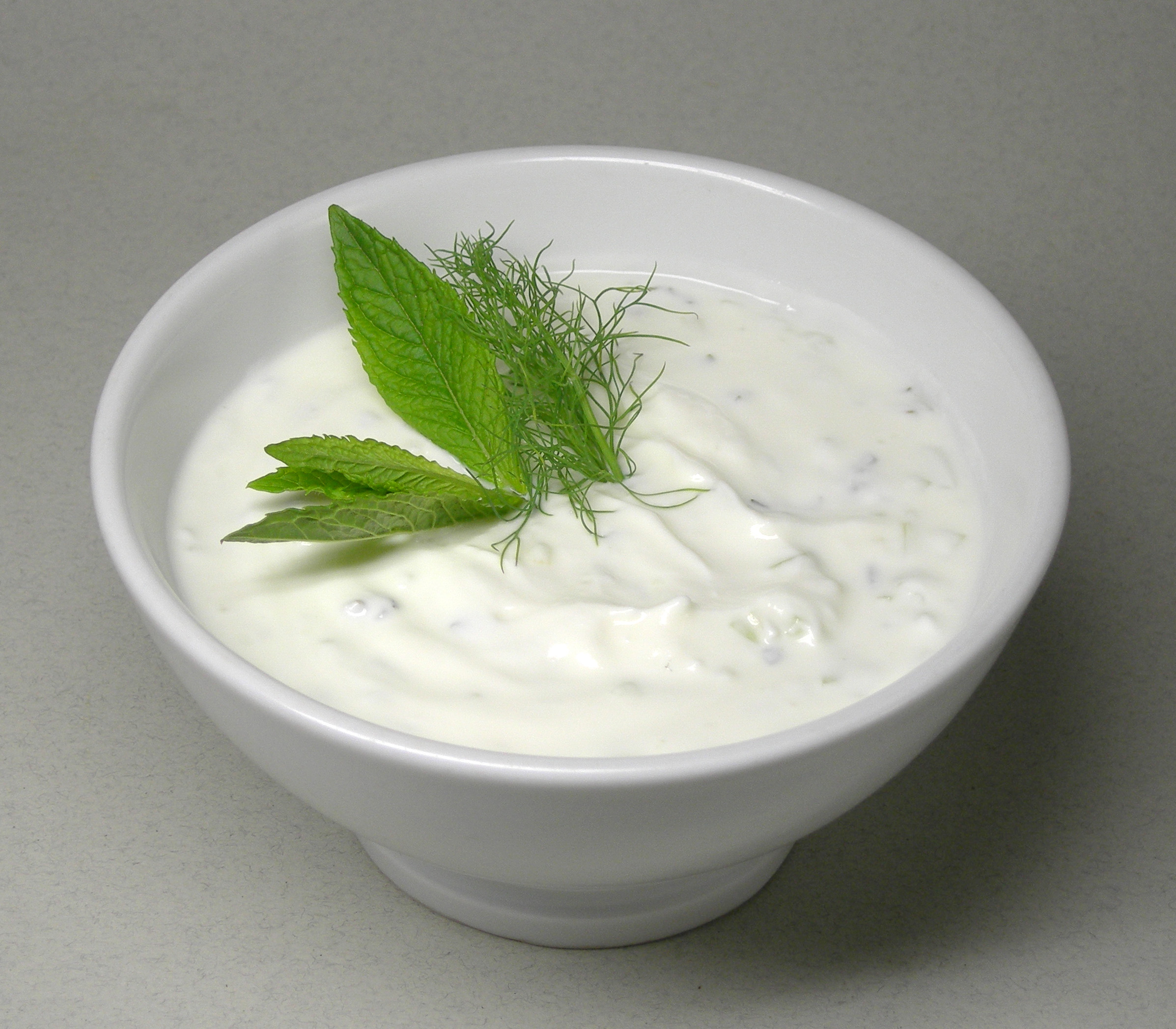
Cacık
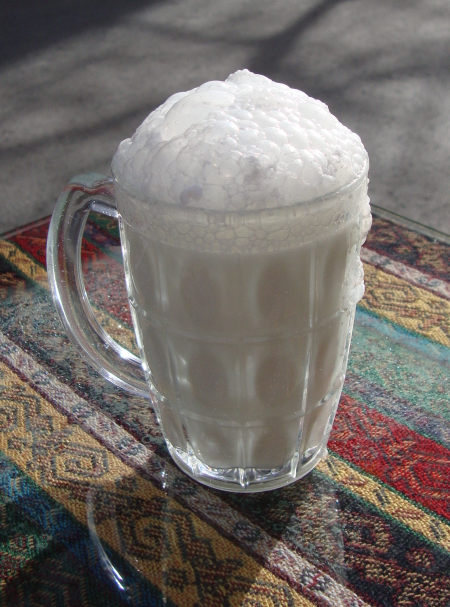
Ayran
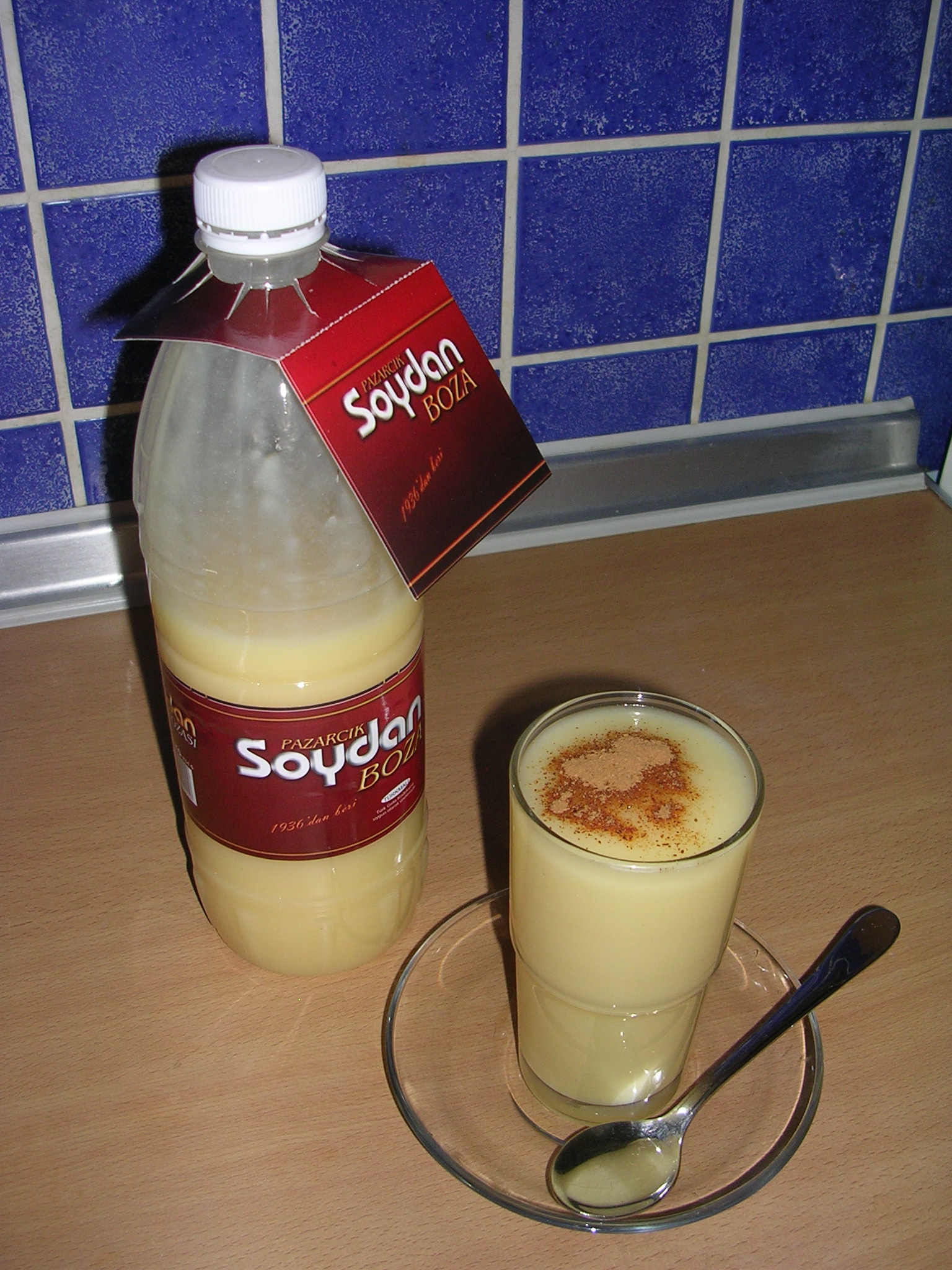
Boza
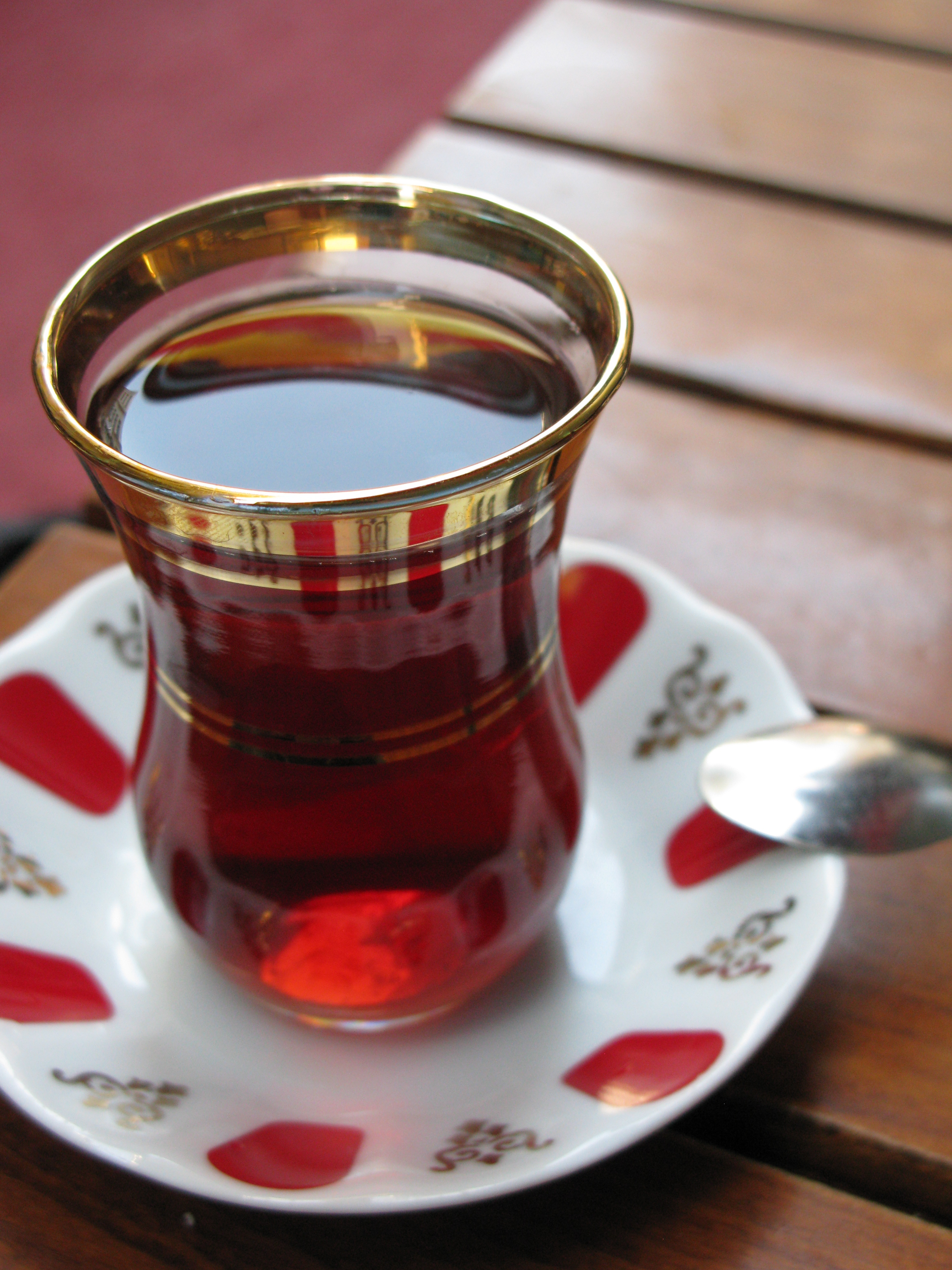
Tè turco
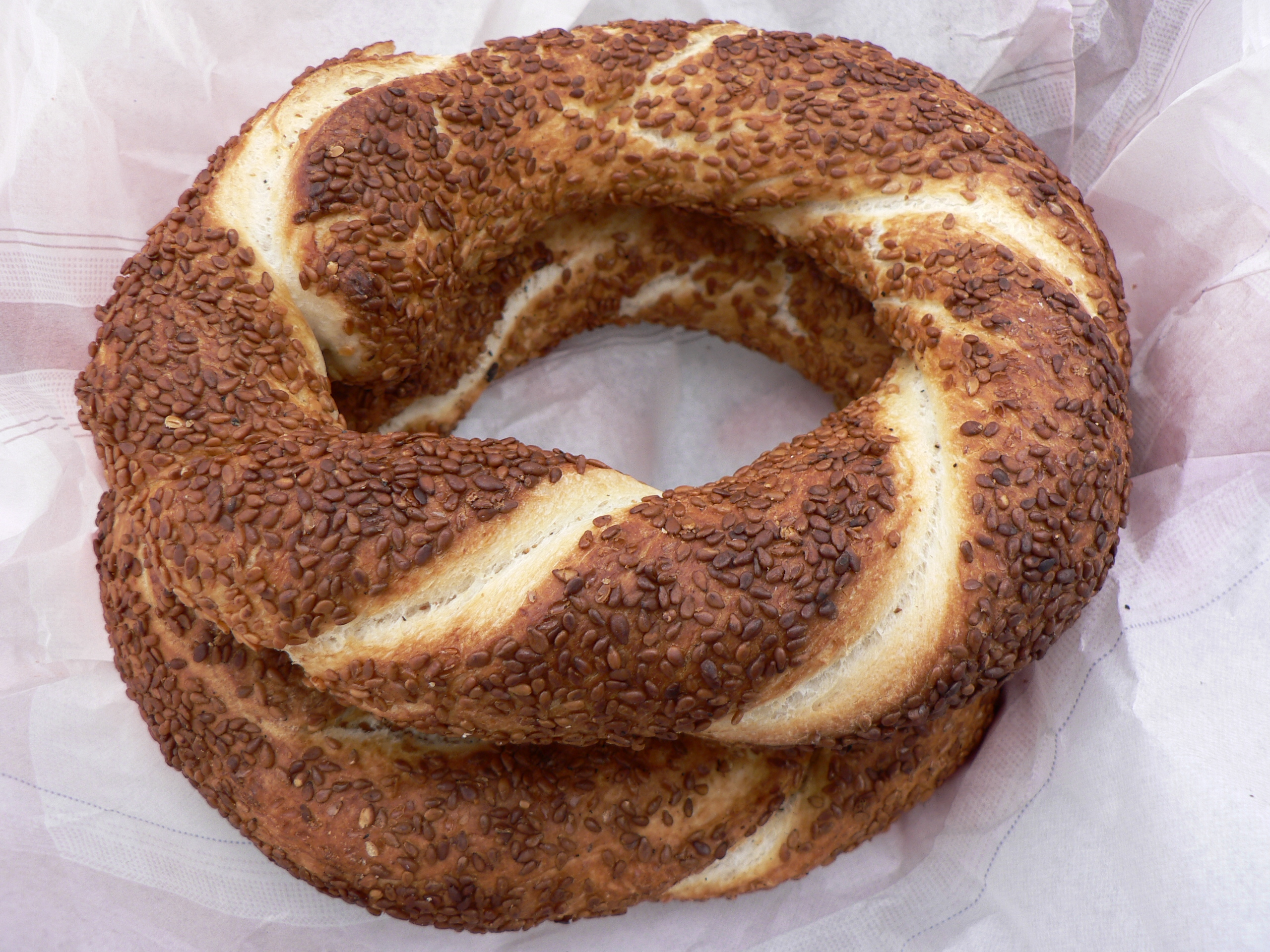
Simit
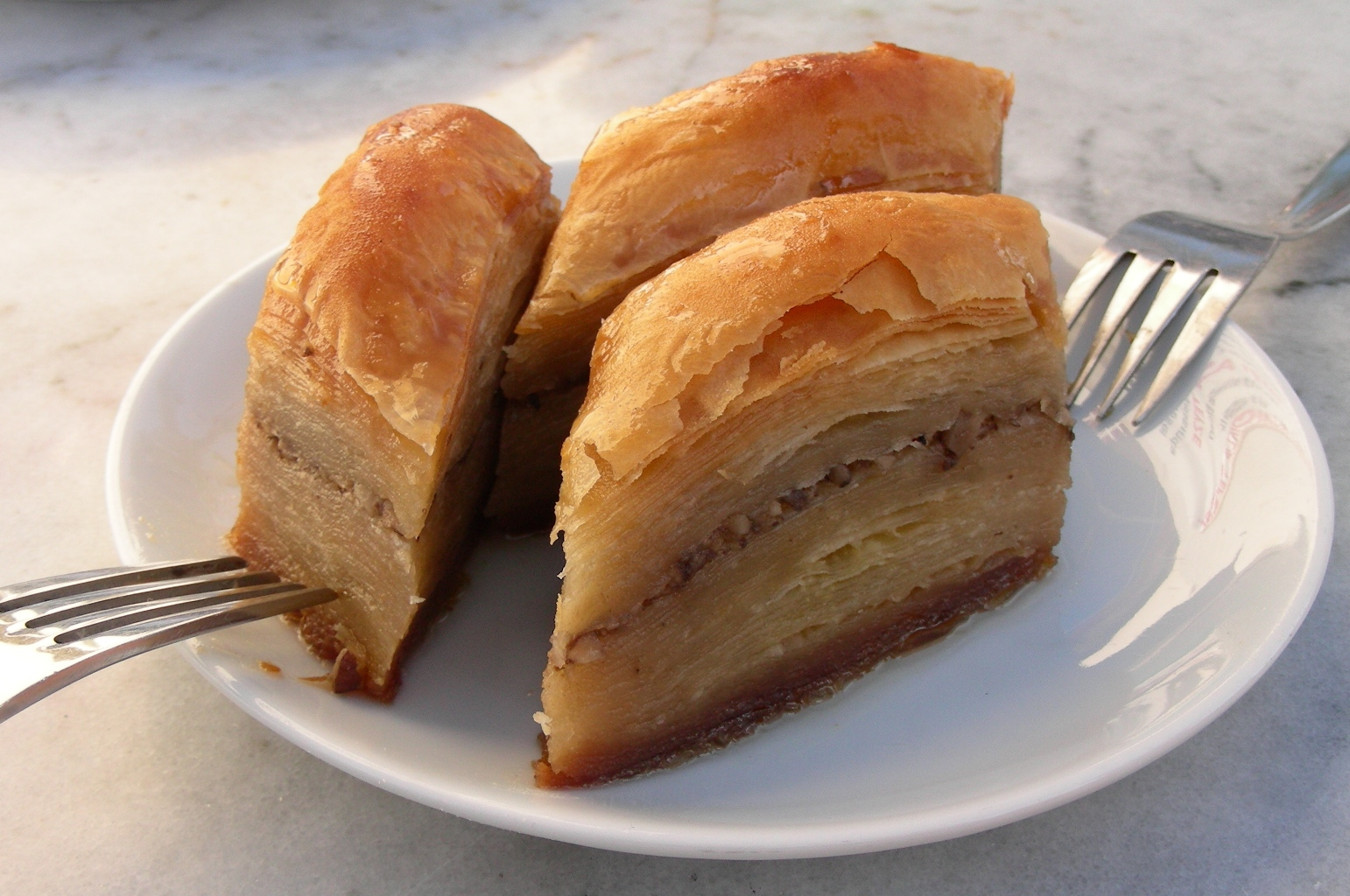
Baklava
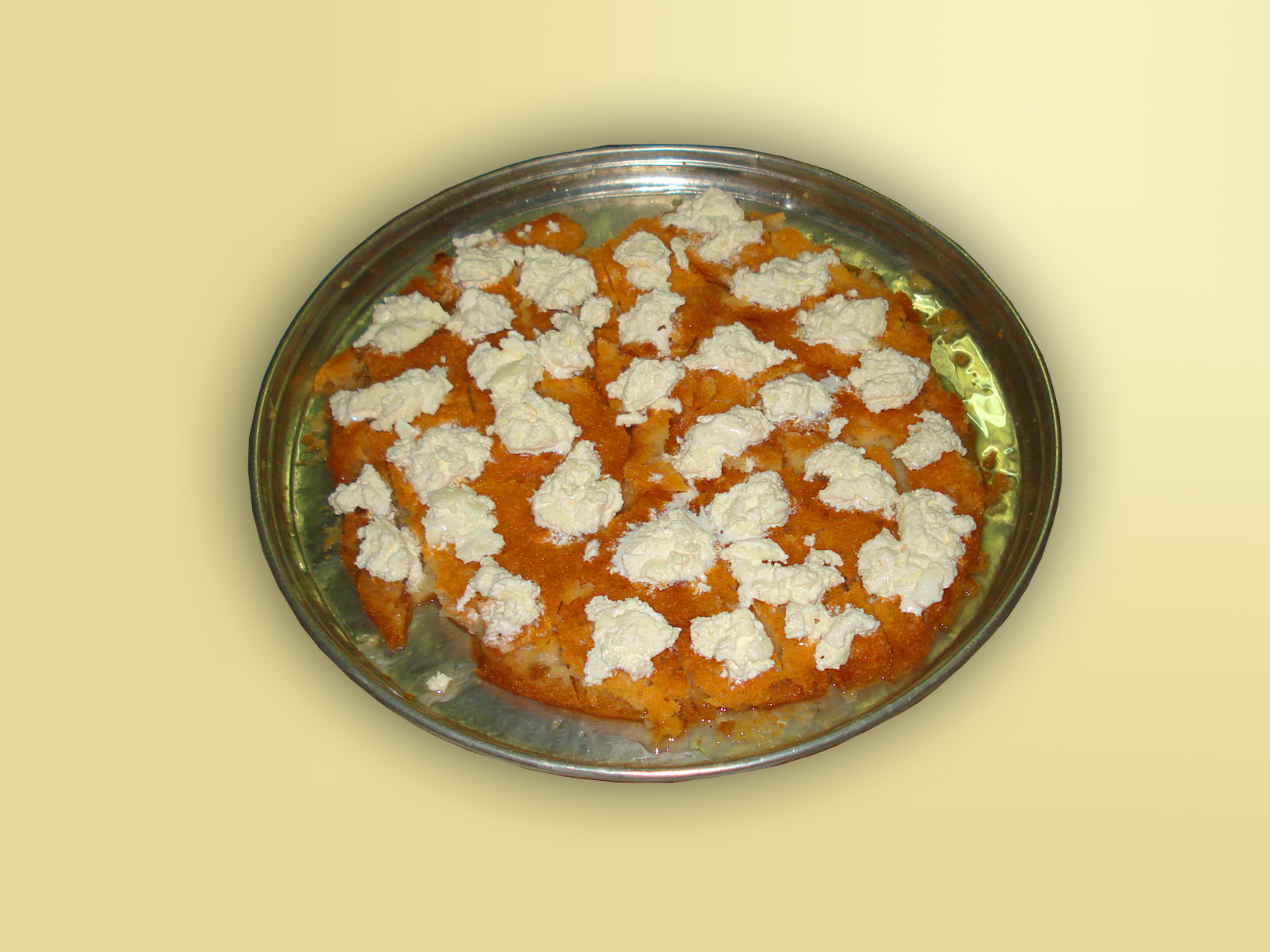
Ekmek kadayıfı
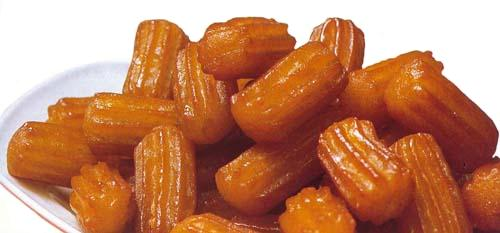
Tulumba
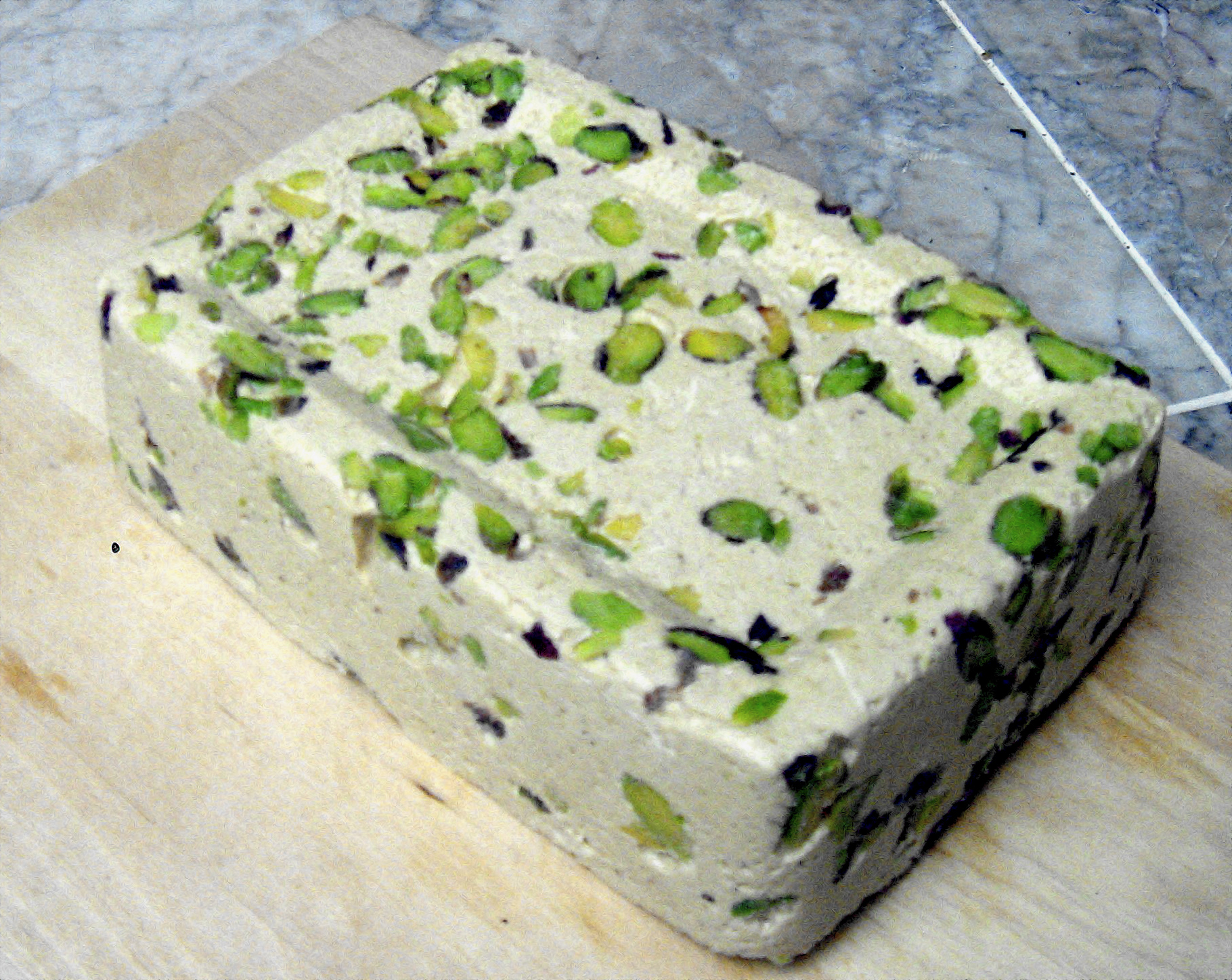
Helva
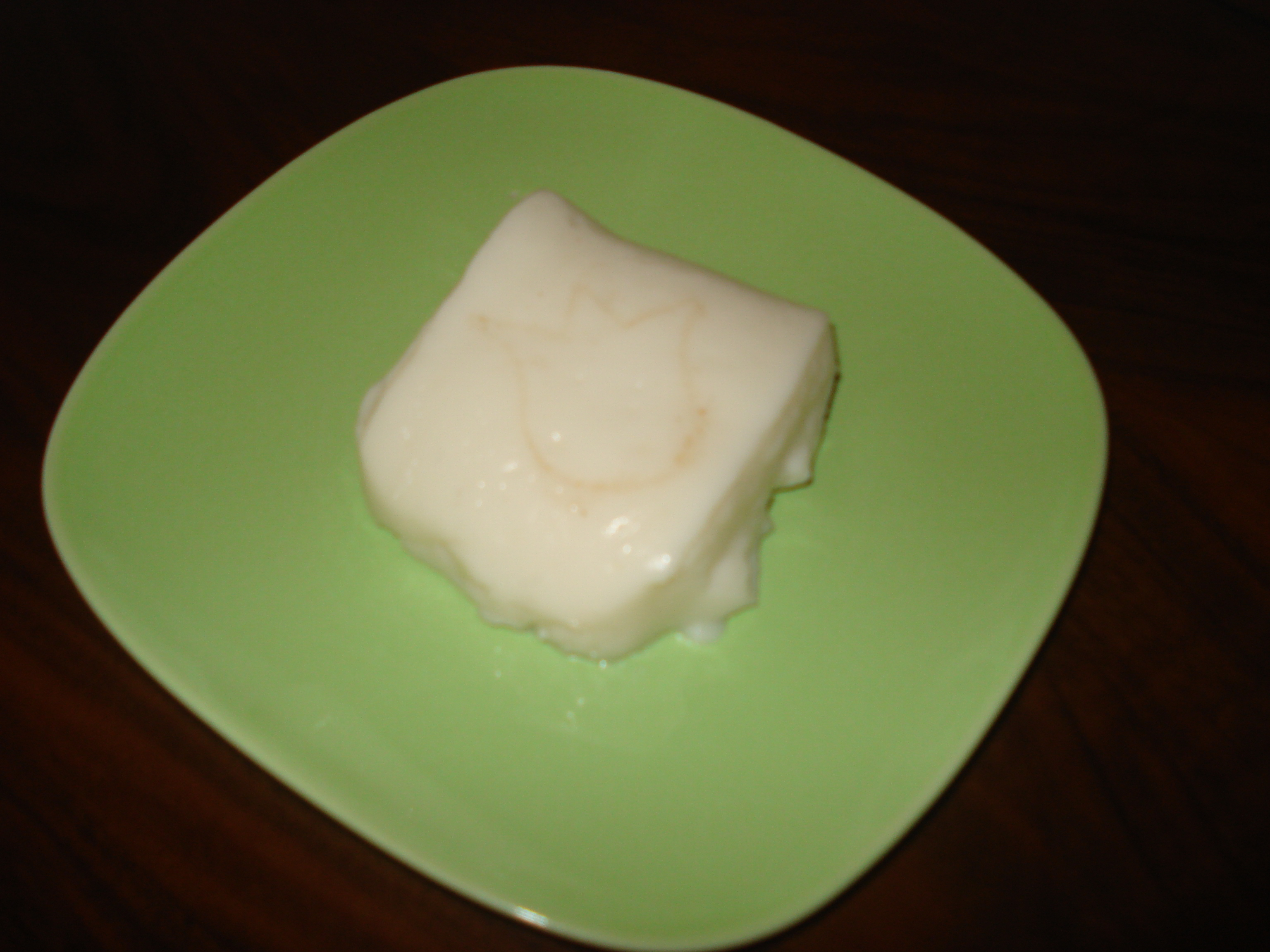
Tavuk göğsü
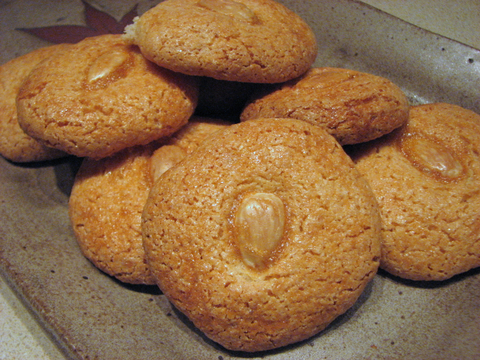
Acıbadem kurabiyesi
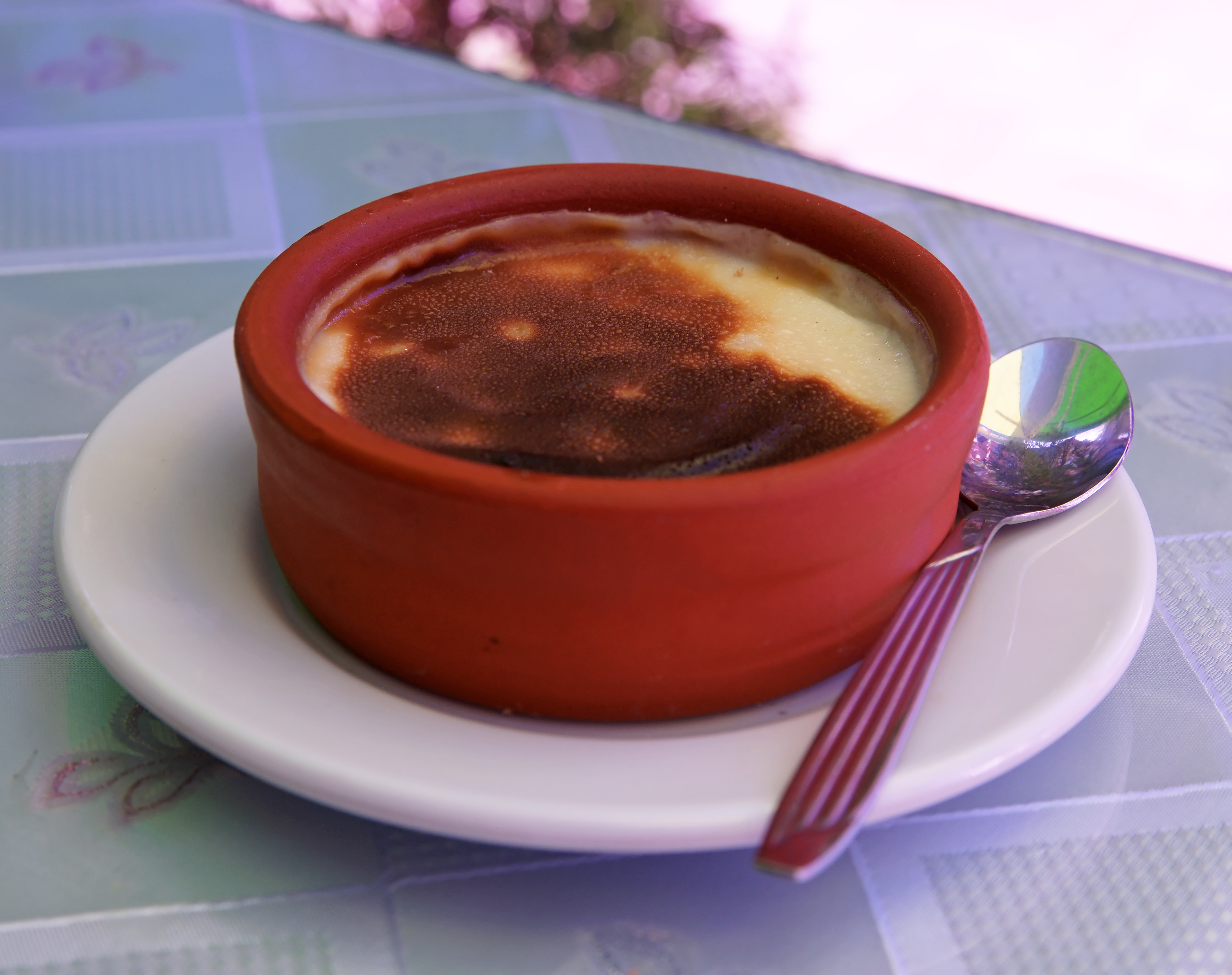
Sütlaç